# Униформа сотрудников милиции СССР
Униформа сотрудников милиции СССР (РСФСР) — предметы специализированной одежды и снаряжения сотрудников советской милиции. Ношение формы одежды осуществлялось сотрудниками милиции в соответствии со специально издававшимися руководством Правилами ношения униформы и знаков различия.

## Период Гражданской войны
Февральская революция уничтожила монархию в России. Едва ли не первым результатом Революции стала ликвидация российской полиции, расформированной уже ранней весной 1917 г. При этом своё существование прекратили не только органы политического сыска вроде легендарной «охранки», но и структуры поддержания правопорядка и борьбы с преступностью. Для выполнения двух последних функций вместо полиции в составе МВД той же весной 1917 года была образована «милиция» («MILITIA» (лат.) — вооружённый народ), призванная охранять общественный порядок и обеспечивать борьбу с преступным элементом. Однако у новой структуры не было ни полномочий, ни кадров, ни ресурсов, чтобы в условиях нарастающего социального хаоса выполнять поставленные перед ней задачи. Не желали новые милиционеры и применять прямое насилие в случае необходимости. Милиция Временного Правительства так и не стала по-настоящему органом обеспечения общественного порядка — в том числе и карательными мерами — и прекратила своё существование вместе со старой властью 25 октября 1917 года. Никакой специализированной формы для милиции Временное Правительство не вводило — за тем исключением, когда это было результатом инициативы снизу, например, ношение красных бантов или красных лент на головных уборах.
После октябрьского переворота функции Министерства внутренних дел были возложены на Народный Комиссариат внутренних дел — один из 13 наркоматов первого правительства Советской республики (Нарком внутренних дел — А. И. Рыков). При создании НКВД (в отличие от демократического Временного правительства) большевиками и их союзниками активно использовался опыт работы дореволюционного Министерства внутренних дел, предполагавший наделение этого ведомства широким кругом полномочий по управлению внутригосударственной жизнью. Однако в новых объективных условиях важнейшей функцией НКВД (в отличие от царского МВД) стала все та же охрана общественного порядка и борьба с преступностью.
В первые дни существования советской власти охрана общественного порядка была поручена рабочей милиции, которая не являлась государственным органом до момента принятия постановления НКВД «О рабочей милиции» от 28 октября 1917 года (именно поэтому сотрудники органов внутренних дел России ежегодно 10 ноября (по «новому стилю»), отмечают свой профессиональный праздник, до 2011 г. — День милиции, сегодня — День работников органов внутренних дел).
На практике постановление НКВД «О рабочей милиции» от 28 октября 1917 года явилось декларацией о необходимости охраны правопорядка силами всего трудящегося народа, получающего для этой цели оружие. В нём никак не регламентировалась штатная структура, обмундирование, полномочия и другие принципиальные вопросы деятельности любого государственного учреждения. Расчёт делался на инициативу «снизу», а сами подразделения милиции воспринимались как обычные отряды вооружённых рабочих. Все это предопределило первоначальное организационное разнообразие подразделений милиции, повсеместно образовывавшихся местными Советами рабочих, солдатских и крестьянских депутатов.
К ним, помимо рабочей милиции, следует отнести: — Красную гвардию (наиболее активно действовала в Петрограде, Москве, Сибири, на Дальнем Востоке) и состояла в основном из рабочих; параллельно существовали и сельские красногвардейские отряды (Московская, Курская губернии, Сибирь и Дальний Восток); — специальные отряды охраны (Вологодская губерния); — охранные дружины (Смоленская губерния); — дружины (Пермская губерния).
Вместе с тем к охране порядка привлекались и простые граждане в рамках создаваемых добровольных отрядов милиции при городских и уездных исполкомах Советов. Члены отрядов привлекались в основном к несению патрульной службы в общественных местах, причём работа эта расценивалась как «общественная» нагрузка — денежное вознаграждение за неё не выплачивалось. В отличие от милиции Временного правительства, эти отряды, как правило, получив карт-бланш от новой власти, действовали жёстко и решительно. Действия милиции того времени можно оценивать неоднозначно, но именно милиция (вместе с созданной на месяц позже ВЧК) явилась первой силовой структурой нового государства, которая помогла большевикам удержаться у власти.
Не удивительно, что никакой формы для милиции изначально не предусматривалось. Более того, форма самим своим наличием как раз излишне подчеркивала то, что большевики хотели преодолеть: противопоставление народа и государственных структур. Милиция — и есть народ, поэтому нет никакого смысла выделять её дополнительно. Это положение сохранялось до середины 1918 года.
Однако заменить армию и полицию как профессиональные организации «всеобщим вооружением народа», способного обеспечивать оборону страны и правопорядок на основе «революционной повинности», удалось только в Кронштадте и отчасти в Казани. К лету 1918 года стало ясно, что сотрудники новых органов правопорядка должны внешне как-то отличаться как от всех прочих граждан, так и от военнослужащих.

### Первые попытки унификации
Постановлением Совета Народных Комиссаров от 24.08.1918 года была разработана инструкция об организации Советской Рабоче-Крестьянской милиции, где было указано, что все члены Советской РКМ при исполнении ими своих обязанностей должны носить установленную форму или отличительный знак.
В ноябре 1918 года Коллегией НКВД РСФСР были установлены отличительные знаки для милиции в виде нагрудных знаков и значков для головных уборов. Нагрудный знак для милиционеров металлический, состоящий из изображения на красном щите золотых серпа и молота, помещённых крест-накрест рукоятками вниз. Щит окружён белым металлическим венцом из колосьев, завязанным внизу красной лентой с надписью «РСФСР», ниже ленты металлическая планка с выбитым на ней номером милиционера. Нагрудный знак для командного состава такой же, как для милиционеров, только венок не белый, а позолоченный и без планки с номером.
Тогда же была утверждена форма советской милиции, которая подразделялась на зимнюю и летнюю. Летняя форма выполнялась из темно-синей основной ткани. Зимняя форма — из материала цвета маренго (серого).
Элементы формы следующие:
- фуражка из темно-синего сукна бельгийского фасона с козырьком из чёрной лакированной кожи. Над козырьком на двух форменных пуговицах — кожаный лакированный подбородный ремень чёрного цвета. Над подбородным ремнем — значок милиции.
- мундир летний изготавливался из тонкого темно-синего сукна. На груди два нагрудных нашивных кармана с одномысковыми клапанами, застегивающимися на одну форменную малую пуговицу. Воротник для командного состава отложной, для милиционеров — стойка. Мундир застегивается на пять форменных большого размера пуговиц. На воротнике рядового состава ещё две малые форменные пуговицы, как на гимнастерке. Рукава с обшлагами, на которых крепится по две форменные малого размера пуговицы. На спинке мундира — хлястик.
- брюки летние из темно-синего сукна, фасон полугалифе.
- ботинки кожаные, черные, с высокой шнуровкой. С ботинками носятся обмотки суконные или трикотажные чёрного цвета.
- перчатки трикотажные темно-коричневого цвета.
- зимняя фуражка — из толстого сукна цвета маренго, с крытым козырьком, нижняя часть полосой покрыта серым барашком. Из такого же материала изготавливались наушники, которые прикреплялись на двух крючках к нижней части шапки и за ненадобностью подворачивались внутрь.
- пальто из толстого сукна цвета маренго, двубортное, по пять пуговиц в каждом ряду. Рукава без обшлагов с клапанами. К пальто пристегивался меховой воротник из искусственного барашка.
- мундир зимний изготавливался из сукна цвета маренго по покрою аналогичный летнему мундиру.
- брюки зимние из сукна цвета маренго фасона полугалифе.
- перчатки кожаные чёрного цвета, на меху или байке.

Было изготовлено ограниченное число комплектов нового обмундирования. Циркуляром Главного управления РКМ № 3012 от 15.04.1919 года устанавливалось что, обмундирование за государственный счет получают только милиционеры и командный состав милиции (заведующие, начальники, их помощники и инструкторы). Ни служащим канцелярским, ни агентам уголовного розыска, ни должностным лицам некомандного состава, обмундирования не полагается, и никакие материалы из запаса милиции выдаваться не должны, даже за плату. Виновные в незаконном ношении привлекались к ответственности.
Приказом Комитета обороны Петрограда № 35 от 22.05.1919 г. объявлялся призыв добровольцев женщин-работниц для несения милиционной службы в г. Петрограде. Для них вводились шинель чёрного цвета, френч, гимнастерка и юбка темно-синего цвета, шапочка (берет) и ботинки женские.
В это же время для всех сотрудников Петроградской милиции вводится новый нарукавный знак «ГМ» — городская милиция. Знак представлял собой овал синего цвета с красной окантовкой и буквами «ГМ» красного цвета. Знак носился на левом рукаве обмундирования выше локтя.
В основном же до конца Гражданской войны сотрудники милиции носили свою собственную одежду. Наибольшее распространение в это время получило использование полувоенной одежды или армейской формы без знаков различия, поскольку существенная часть личного состава РКМ пополнялась уволенными в запас военнослужащими РККА.

### Знаки различия и отличия
Приказом Милиции Республики № 12 от 15.12.1920 года были установлены новые отличительные знаки Рабоче-Крестьянской Милиции. На суконных шлемах армейского образца (буденовках) вместо звезды из сукна нашивался изготовленный из сукна крапового цвета щит, на котором крепился металлический значок на головной убор, установленный в 1918 г. Кроме отличий на головном уборе согласно этому приказу на левом рукаве шинели и френча выше обшлага, и гимнастёрки выше манжеты должен был нашиваться отличительный знак, который представлял собой всё тот же суконный щит крапового цвета, окаймлённый венцом из колосьев жёлтого цвета. На щите жёлтой краской должно было наноситься изображение серпа и молота, расположенных крест-накрест. Внизу у щита на венце из колосьев должна была располагаться лента в виде банта с надписью «РСФСР» белыми буквами.
Некоторые источники указывают на то, что часто знак выглядел иначе: краповый щит с пятиконечной звездой с золотистой каймой, с золотистым серпом и молотом по центру, вокруг звезды в нижней её части — стилизованный золотистый венок и белые буквы — РСФСР. Для милиции на железнодорожном транспорте — под звездой размещается эмблема НКПС белого цвета.
Этим же приказом вводятся нарукавные знаки, указывающие на служебное положение (должность) сотрудника милиции. Они располагаются сразу под нарукавным щитом горизонтально в ряд, и представляют собой металлические или тканевые геометрические фигуры (ромбы диски, полудиски), часто с золотистой окантовкой, вписывающиеся в квадрат размером 1 см на 1 см. Впрочем, фотоснимки милиционеров той поры свидетельствуют о том, что должностные знаки различия сотрудники носили на рукавах достаточно вольно — кто где хочет.
Были установлены следующие знаки различия:
1. Начальник милиции Республики — 5 ромбов;
2. Помощник начальника милиции Республики — 4 ромба;
3. Заведующие отделами Главмилиции и уполномоченные Главмилиции — 3 ромба;
4. Помощники заведующих отделами Главмилиции и инспектора Главмилиции — 2 ромба;
5. Инструкторы Главмилиции — 1 ромб;
6. Начальник губернской милиции 4 диска
7. Помощники начальника губернской милиции, заведующие подотделами управлений милиции, начальник столичной городской милиции — 3 диска;
8. Начальник уездной милиции, начальник столичной районной милиции, инспектора губернской милиции 2 диска;
9. Помощники начальника уездной милиции, помощники начальника столичной районной милиции, помощники инспекторов губернской милиции 1 диск;
10. Начальник районной (уездной) милиции, начальники отделений столичной милиции 3 полудиска;
11. Помощники начальника районной (уездной) милиции, помощники начальников отделений столичной милиции — 2 полудиска;
12. Младшие помощники начальника районной (уездной) милиции младшие помощники начальников отделений столичной милиции — 1 полудиск;
13. Милиционеры — без знаков различия.

Ношение нагрудных знаков, установленных в 1918 г., было сохранено.

## 1920-е гг.

### Униформа 1923—1924 гг.
По мере укрепления Советской власти и правопорядка уже в период Гражданской войны неоднократно поднимался вопрос об установлении единой формы одежды РКМ. Но его разрешение началось лишь в 1923 году, когда гражданская война в стране уже фактически была завершена.
Насущным требованием здесь стало установление и закрепление отличия милицейской одежды от обмундирования Красной Армии. В связи с этим и в целях установления единообразия в отношении внешнего вида работников милиции губерний и областей, ещё в 1922 году была утверждена форма одежды (Постановление ВЦИК РСФСР от 09.11.1922) и объявлена в приказах НКВД РСФСР № 149 от 21.11.1922 и Милиции Республики № 564 от 04.12.1922. Тем не менее, в условиях разрухи после окончания Гражданской войны, введение новой формы оказалось отложено почти на год.
Приказом милиции республики № 10 от 24.01.1923 была официально введена в действие форма одежды, объявленная в 1922 году. Согласно этому приказу обмундирование милиции состояло из следующих элементов:
- пальто (бекеша), из шинельного сукна цвета маренго или чёрного, двубортное, на пяти металлических пуговицах. Воротник из приборного сукна крапового цвета, отложной, на двух крючках; по воротнику проходил кант из приборного сукна. На воротнике нашивались петлицы стреловидной формы со знаками различия по должностям.
- зимний головной убор из приборного сукна крапового цвета — продолговатая шапка типа пилотки с прямым козырьком из чёрной кожи. Дно полуовальной формы, посредине вогнутой, образующей два ребра. По краям ребер и по швам кант из приборного сукна . Сзади накладной околыш из искусственного барашка серого цвета. Над козырьком чёрный подбородный ремешок, прикрепленный двумя форменными пуговицами малого размера.
- летней фуражки с околышем из сукна крапового цвета. Тулья из сукна цвета маренго или чёрного для пешей и из сукна жёлтого цвета — для конной милиции. По тулье и двум краям околыша кант из приборного сукна. Над козырьком — подбородный ремешок. Летом на фуражку разрешалось надевать чехол из сурового белого полотна.
- френч для конной и пешей милиции — из сукна цвета маренго или чёрного для пешей милиции и темно-синего цвета — для конной милиции, застегивался на пять металлических форменных пуговиц. Воротник стояче-отложной из приборного сукна крапового цвета, с застежкой на два крючка. На воротнике — петлицы установленного образца. По краю воротника — кант из приборного сукна. На груди френча два накладных кармана с трехмысковыми клапанами, застегивающимися на одну форменную малого размера пуговицу, нижние карманы косые прорезные.
- летняя рубаха-френч из ткани сурового полотна с двумя нагрудными бантовыми накладными карманами с клапанами трехмысковой формы, застегивающимися на одну пуговицу и с двумя нижними косыми прорезными карманами. Воротник отложной, застежка по вороту на крючок и по разрезу на три форменные пуговицы малого размера. На воротнике — петлицы установленного образца.
- шаровары-галифе из сукна цвета маренго или чёрного для пешей милиции и из сукна темно-синего цвета для конной милиции, по боковому шву кант из приборного сукна.

Цвет приборного сукна на всех элементах обмундирования (канты и выпушки): зеленого цвета для пешей и желтого цвета — для конной милиции.
Цвет основного обмундирования — серый (маренго) или синий — определялся возможностями промышленности конкретного региона.
Петлицы удлиненной формы, расширяющиеся по кривой линии кверху, затем суживались, заканчиваясь слегка заостренным углом, близким к прямому, изготавливались из сукна с окантовкой. Цвет петлиц и канта определялся характером службы сотрудника:
- пешая милиция — поле зелёное, выпушка чёрная,
- конная милиция — поле жёлтое, выпушка чёрная.

Пуговицы металлические с изображением серпа и молота — серебряные у конной и золоченые — у пешей милиции.
Приказом милиции республики № 180 от 20.03.1923 года были установлены
- знаки различия по должностям для работников милиции: из крапового сукна, нашитые нитками соответствующего цвета на петлицу. Знаки различия состояли из ромбов, квадратов и треугольников. При этом все милицейские должности были распределены по так называемым составам и разрядам.
- Нагрудный знак для комсостава состоит из эмалированного щита красного цвета, размером: в длину — 2,5 см, в ширину поверху — 17 мм, с металлическим золотым ободком вокруг, шириной 1 мм. На щите посредине расположены крест-накрест металлические серп и молот золотистого цвета. Под щитом эмалированная лента красного цвета в виде банта, состоящая из трех отрезков, причем средний, составляющий бант, наложен на два крайних и на 3 мм ниже верхнего обреза крайних отрезков; на этой ленте, шириной 5 мм расположены золотые буквы; на левом — «РС», на центральном — «Ф» и на правом — «СР». Весь щит с лентой располагается на венке овальной формы золотистого цвета, состоящего из двух венков колосьев; верхний обрез щита приходится на верхнее соединение ветвей, оканчивающихся в виде перекрещивающихся обрезков древесных веток. Размер всего знака в ширину, в наиболее широкой части — 27 мм, в длину — 4 см, длина нижних обрезков ветвей — 5 мм, ширина нижних обрезков ветвей — 3 мм.
- Нагрудный знак для милиционеров состоял из металлической бляхи белого цвета овальной формы, оканчивающейся внизу прямоугольной пластиной. Посредине верхней овальной части помещался щит красного цвета с выдавленными на нем крест-накрест серпом и молотом серебристого цвета. Размер щита: длина — 4,5 см, ширина— 2,5 см. Вокруг щита выдавлен овальный венок серебристого цвета из колосьев, длиной — 5 см, шириной — 4,5 см в широкой части. Внизу венка выдавлена лента красного цвета с бантом длиной — 4,5 см, шириной — 1 см с буквами «РСФСР». На имеющейся внизу пластинке длиной — 4,5 см, шириной — 2 см выбиваются цифры личного номера милиционера. Длина всего значка — 7 см, ширина — 5 см.
- Значок для головного убора — из эмалированного щита красного цвета длиной — 2 см, шириной — 1,5 см, окаймленного скошенным золотым ободком шириной 3 мм. На щите расположены золотые серп и молот. Щит расположен на венке из колосьев.

Для комсостава — все металлические части эмблем и знаков золотистого цвета, для милиционеров — серебряного.
Были установлены следующие составы по категориям службы:
1. Начальствующий состав.
2. Политический состав.
3. Административно-хозяйственный состав.
Сотрудники в каждом составе подразделялись, исходя из занимаемых должностей на 17 разрядов. При этом начальник милиции Республики был вне разрядов.
В новую форму не позднее 1 января 1924 года должны были быть одеты лица начальствующего состава и милиционеры всех милицейских структур — союзных и автономных республик, ведомственной милиции, уголовного розыска и т. д.
Ношение знаков образца 1918 года для головных уборов и нагрудных знаков сохранялось.
Разряды по должностям для работников милиции
(Приказ № 180 от 20.03.1923)
| Разряд | Начальствующий состав | Политический состав | Административно-хоз. состав |
| ------ | --- | --- | --- |
| 17     | Пом. нач. милиции Республики; нач. милиции автономной республики и начальник милиции Москвы и Петрограда | В управлении милиции Республики: начальник политсекретариата, его заместители, ст. инструктор, методист, ст. информатор                                                                                    | В управлении милиции Республики: юрисконсульт, помощник для ответственных поручений, начальник отдела, ст. инспектор, нач. отдела снабжения |
| 16     | Начальник милиции губернии (области), автономной области, начальник школы среднего комсостава милиции | В управлении милиции Республики: ответственный. инструктор, методист, ответственный информатор | В управлении милиции Республики: ст. секретарь, нач. общего отдела, нач. подотдела организационного и административного, ст. инспектор, пом. нач. отдела снабжения, врач-инспектор |
| 15     | Начальник милиции уезда, начальник районной милиции в Москве и Петрограде, начальник строевой части в школе среднего комсостава милиции | Комиссар милиции уезда, комиссар районной милиции в Москве и Петрограде, комиссар в школе среднего комсостава милиции                                                                                      | В управлении милиции Республики: секретарь, помощник начальника общего отдела, ст. инспектор, врач-инспектор. Помощник начальника учебной части вв школе среднего комсостава милиции. |
| 14-13  | Помощник начальника милиции: в губернском городе, в уездном городе. В школе среднего комсостава милиции — командир роты. Начальник губернской школы милиции | В управлении милиции Республики — секретарь. Комиссар милиции в губернском городе, в уездном городе. В школе среднего комсостава милиции — комиссар роты. Комиссар губернской школы милиции                | В управлении милиции Республики: комендант здания, секретарь, начальник отдела, нач. отделения, пом. нач. отделения, нач. канцелярии, пом. нач. канцелярии. |
| 12-11  | Начальник отделения милиции губернского города; начальник особого резерва по борьбе с бандитизмом. В школе среднего комсостава милиции — командир взвода, инструктор верховой езды, пулемётного и гранатного дела. В губернской школе милиции — начальник строевой части | В управлениях городских милиций инструктор-инспектор. В губернском городе 3 разряда — комиссар. В управлении милиции уездного города 3 разряда -комиссар. Политрук особого резерва по борьбе с бандитизмом | В управлении милиции Республики: архивариус, электромонтёр, отв. дежурный и шифровальщик Во всех управлениях милиции губерний и уездов -начальник канцелярии, инструктор, начальник отделения. |
| 10     | Помощник начальника отдела милиции в губернском городе, начальник резерва, начальник милиции уезда, адъютант командира роты, помощник командира роты, переменный состав школ среднего комсостава милиции.                                                                | Секретарь, политрук резерва милиции губернии | Заведующий столовой в управлении в уездном и в губернском городе, заведующий арестным домом |
| 9      | Надзиратель в отделении милиции губернии, взводный командир особого резерва милиции, начальник резерва в губ. городах, в школах — ком. взвода, инструктор по верховой езде и пулемётному делу                                                                            | - | Казначей-квартирмейстер, казначей, старший делопроизводитель, начальник хозяйственно-комендантского отдела, заведующий складом, кладовщик, чертежник |
| 8-7    | Старший милиционер 1 и 2 разряда, переменный состав губернских школ милиции, старшина | - | В управлении милиции Республики журналист, экспедитор; лекарский помощник, ветеринарный фельдшер. Делопроизводитель, машинистка-корреспондент, машинистка 1 разряда, электромонтёр, шофёр, регистратор адресного стола, переписчик, зав. столовой, зав. комнатой оружия в управлении уездно-городской милиции. |
| 6-1    | Милиционер 1 и 2 разряда, трубач | - | Телефонист, журналист, машинистка 2 разряда, курьер-уборщик, курьер-дворник, швейцар, мастеровой всех наименований, истопник, самокатчик, коновод, повозочный, повар, каптенармус, литограф, вахтёр, фуражир, кладовщик, оружейник, классный вахтёр                                                            |

В пешей милиции — фуражка с чёрной тульёй, краповым околышем и зелёными кантами по верху тульи и между тульёй и околышем. Рубаха-френч в пешей милиции чёрная.
В конной милиции — фуражка с синей тульёй, краповым околышем и жёлтыми кантами по верху тульи и между тульёй и околышем. Рубаха-френч в конной милиции синяя.
| Таблица: Знаки различия сотрудников милиции образца 1923 г. (Приказ № 180 от 20.03.1923)*) | Таблица: Знаки различия сотрудников милиции образца 1923 г. (Приказ № 180 от 20.03.1923)*) | Таблица: Знаки различия сотрудников милиции образца 1923 г. (Приказ № 180 от 20.03.1923)*) | Таблица: Знаки различия сотрудников милиции образца 1923 г. (Приказ № 180 от 20.03.1923)*) | Таблица: Знаки различия сотрудников милиции образца 1923 г. (Приказ № 180 от 20.03.1923)*) | Таблица: Знаки различия сотрудников милиции образца 1923 г. (Приказ № 180 от 20.03.1923)*) | Таблица: Знаки различия сотрудников милиции образца 1923 г. (Приказ № 180 от 20.03.1923)*) | Таблица: Знаки различия сотрудников милиции образца 1923 г. (Приказ № 180 от 20.03.1923)*) | Таблица: Знаки различия сотрудников милиции образца 1923 г. (Приказ № 180 от 20.03.1923)*) | Таблица: Знаки различия сотрудников милиции образца 1923 г. (Приказ № 180 от 20.03.1923)*) | Таблица: Знаки различия сотрудников милиции образца 1923 г. (Приказ № 180 от 20.03.1923)*) |
| Разряд                                                                                     | Петлицы                                                                                    | Разряд                                                                                     | Петлицы                                                                                    | Разряд                                                                                     | Петлицы                                                                                    | Разряд                                                                                     | Петлицы                                                                                    | Разряд                                                                                     | Петлицы                                                                                    |                                                                                            |
| ------------------------------------------------------------------------------------------ | ------------------------------------------------------------------------------------------ | ------------------------------------------------------------------------------------------ | ------------------------------------------------------------------------------------------ | ------------------------------------------------------------------------------------------ | ------------------------------------------------------------------------------------------ | ------------------------------------------------------------------------------------------ | ------------------------------------------------------------------------------------------ | ------------------------------------------------------------------------------------------ | ------------------------------------------------------------------------------------------ | ------------------------------------------------------------------------------------------ |
| Начальник милиции Республики (вне разрядов)                                                |                                                                                            | 16                                                                                         |                                                                                            | 14-13                                                                                      |                                                                                            | 10                                                                                         |                                                                                            | 8-7                                                                                        |                                                                                            |                                                                                            |
| 17                                                                                         |                                                                                            | 15                                                                                         |                                                                                            | 12-11                                                                                      |                                                                                            | 9                                                                                          |                                                                                            | 6-1                                                                                        |                                                                                            |                                                                                            |

```
*) 
Жёлтый цвет - конная милиция.
```

Приказом ЦАУ НКВД РСФСР № 119 от 18.09.1924 г. в существующую форму одежды были введены некоторые изменения:
- изменён покрой шинели, из шинельного сукна цвета маренго или чёрного, двубортная, на два ряда металлических форменных пуговиц, по шесть в каждом ряду. Воротник изготавливался уже не крапового цвета, а в тон шинели. По краю воротника — кант из приборного сукна зелёного цвета — для пешей, жёлтого цвета — для конной, бирюзового цвета —для ведомственной милиции и белого цвета — для административно-хозяйственного состава. Пуговицы металлические форменные, установленного образца.
- гимнастёрка зимняя (из сукна чёрного цвета для пешей, ведомственной милиции и административно-хозяйственного состава, из сукна тёмно-синего цвета — для конной милиции); летняя (из сурового полотна или заменяющей его ткани той же расцветки). Воротник одного цвета с гимнастеркой, по краю воротника кант зелёного цвета — для пешей, жёлтого цвета — для конной, бирюзового цвета — для ведомственной милиции и белого цвета — для административно-хозяйственного состава. Воротник летней гимнастерки — без окантовки.
- петлицы установленного образца, но вводились новые цвета: зелёный — для пешей, жёлтый — для конной, бирюзовый (голубой, светло-синий) — для ведомственной милиции и чёрный — для административно-хозяйственного состава. Окантовка петлиц устанавливалась черного цвета — для пешей, конной и ведомственной милиции и белого цвета — для административно-хозяйственного состава.
- головные уборы и шаровары установленного образца, с кантами цвета, установленного для соответствующих служб.
- новые знаки различия по должностям строевого состава милиции.

Знаки различия по должностям изменились существенно. В частности, административно-хозяйственный состав милиции утратил знаки различия в петлицах.
| Начальник милиции Республики |  | Начальник милиции уезда, начальник губернской милицейской школы, начальник губернского резерва милиции |  |
| Помощник начальника милиции Республики |  | Помощник начальника милиции уезда |  |
| Начальник милиции автономной республики, начальник отдела милиции ЦАУ НКВД, начальник ведомственной милиции ЦАУ НКВД, начальник милиции Москвы и Ленинграда, и укз. губерний |  | Начальник волостной милиции, помощник начальника отдела милиции в городе, заведующий строевым обучением в школах среднего комсостава милиции, в губернских милицейских школах и в губернском резерве милиции |  |
| Помощник начальника отдела милиции ЦАУ НКВД, начальник милиции области (губернии)                                                                                            |  | Участковый надзиратель, помощник заведующего строевым обучением в школах среднего комсостава милиции |  |
| Начальник школы среднего комсостава милиции |  | Старший милиционер |  |
| Помощник начальника милиции губернии, начальник отдела милиции в городе |  | Милиционер |  |

Сотрудники административно-хозяйственного Отдела милиции Центрального Административного Управления НКВД, милицейских объединений, школ среднего комсостава милиции, губернских школ милиции, губрезерва милиции и инспектора губернских милицейских школы и губрезерва знаков различия на петлицах не имели. Вместо знаков различия по должностям они носили в петлицах шифровки, указывающие на место службы.
1. Центральное Административное Управление НКВД РСФСР — Буквы «НКВД» жёлтого цвета;
2. Центральные Административные Управления НКВД автономных республик — Буквы «НКВД» красного цвета;
3. Административно-хозяйственный состав в губернских органах милиции — Красные буквы «АО» и начальные буквы названия губернии;
4. Административно-хозяйственный состав в уездных органах милиции — Жёлтые буквы, указывающие на название уезда и позади них буквы «УМ»;
5. Губернский резерв милиции — Начальные буквы названия губернии жёлтого цвета.

Буквы (литеры) могут вышиваться цветным шёлком, изготавливаться из металла (аналогично РККА или ГПУ) или наноситься краской по трафарету.
Курсанты школ среднего комсостава милиции, губернских милицейских школ и губернских резервов милиции также носили шифровку, указывающую на место учёбы. Петлицы курсантов были зелёного цвета с чёрным кантом.
Приказом ЦАУ НКВД РСФСР № 141 от 18.07.1924 г. лицам командного и административно-хозяйственного состава Рабоче-Крестьянской милиции разрешалось ношение брюк навыпуск одного цвета с френчем (гимнастеркой) при ботинках или укороченных сапогах в любое время, за исключением строевых занятий, смотров, дежурств и нарядов.

### Нововведения 1925 г.
Приказом ЦАУ НКВД РСФСР № 19 от 18/20.02.1925 года в существующую форму одежды вводятся новые изменения:
- петлицы устанавливаются существующего образца двух цветов: зеленого — для пешей, ведомственной милиции, административно-хозяйственного состава и уголовного розыска и желтого  — для конной милиции. Все канты на обмундировании также устанавливались двух цветов.
- в очередной раз изменился покрой шинели вместо продольных скошенных — устанавливались поперечные боковые карманы с клапанами.
- гимнастерка зимняя — из чёрного сукна с двумя нагрудными бантовыми карманами. Карманы с клапанами трехмысковой формы, застежка по центру клапана на одну малую металлическую форменную пуговицу. Воротник стояче-отложной, застежка на крючок. Перед гимнастерки застегивался на три малые пуговицы. Рукава вшивные с обшлагами, застегивающимися на две малые пуговицы.
- гимнастерка такого же покроя, как и зимняя только из хлопчатобумажной ткани.
- новые знаки различия начальствующего состава милиции и уголовного розыска.

Нагрудные знаки и значки на головных уборах остаются существующего образца.
Для комсостава и милиционеров ведомственной милиции нагрудные знаки и значки для головных уборов те же, что и для комсостава и милиционеров общегосударственной милиции, но изображение серпа и молота, колосьев и венка зелёного цвета.
Приказом ЦАУ НКВД РСФСР № 58 от 22.04.1925 г. объявлены «Правила ношения форменной одежды работниками милиции и уголовного розыска». Согласно Правилам
- Все работники милиции и уголовного розыска при исполнении служебных обязанностей обязаны носить форменную одежду со знаками различия на петлицах, присвоенными занимаемой должности. Работникам уголовного розыска разрешалось ношение неформенной одежды, если это диктовали условия оперативной работы.
- Все носящие форменное обмундирование обязаны были иметь его в исправном состоянии и немедленно устранять все недочеты.
- Смешение форменного обмундирования с неформенным не допускалось.
- Шинель и гимнастерка должны были быть застегнуты на все пуговицы, с поясным ремнем. Ношение шинели внакидку не разрешалось. Вне службы поясной ремень поверх шинели разрешалось не надевать.
- Разрешалось ношение брюк навыпуск (Приказ ЦАУ НКВД № 141 от 18.07.1924 г.)
- Воспрещалось посещение не по служебным надобностям в форменном обмундировании заведений, торгующих спиртными напитками, кроме железнодорожных вокзалов.

В Брянской, Владимирской, Воронежской, Вятской, Гомелъской, Иваново-Вознесенской, Калужской, Костромской, Курской, Ленинградской, Московской, Нижегородской, Новгородской, Орловской, Пензенской, Псковской, Рязанской, Самарской, Смоленской, Тамбовской, Тверской, Тульской, й Ульяновской, Ярославской губерниях, Вотской, Марийской и Чувашской автономных областях устанавливался следующий порядок ношения летнего обмундирования :
а) с 15 марта по 15 октября прекращалось ношение зимних шапок;
б) с 1 мая по 1 сентября разрешалось ношение белых чехлов на фуражках и белых гимнастерок.
Во всех остальных губерниях и автономных областях и автономных республиках периоды ношения летнего обмундирования устанавливались в зависимости от местных климатических условий.
Приказом ЦАУ НКВД РСФСР № 94 от 1.07.1925 г. отменялся приказ ЦАУ НКВД № 141 от 18.07.1924 и п.6 «Правил ношения форменной одежды работниками милиции и уголовного розыска» в части ношения брюк навыпуск.

#### Изменения знаков различия 1925 г.
1925 год был наиболее «урожайным» по знакам различия милиции. Чем вызвано такое многообразие, выяснить трудно.
Все эти знаки оставались знаками различия по должностям, а не персональным воинским званиям.
Забегая вперед, заметим, что к системе служебных категорий (подобно армии) милиция придёт гораздо позже — только в 1928 году, когда окончательно станет ясно, что милицейская система различий никак не отражает служебный уровень того или иного сотрудника. Переход же к системе персональных званий в милиции как и в РККА, и войсках НКВД, и в системе госбезопасности произойдёт только в 1935 году.
При существующем на тот момент низком уровне образованности населения понять по знакам различия, кто есть кто, представляло для простых граждан весьма трудную задачу. Да и самим сотрудникам милиции было непросто разобраться во всем этом многообразии знаков и должностей, тем более, что в дополнение к основному приказу НКВД по знакам различия в течение одного месяца были изданы ещё два дополнительных документа.
Приказом ЦАУ НКВД РСФСР № 96 от 3.07.1925 г. были введены дополнения и изменения в знаки различия строевого состава милиции и уголовного розыска.
В целом, общая картина выглядела следующим образом. Петлицы устанавливаются существующего образца двух цветов:
- зелёного с чёрным кантом — для пешей и ведомственной милиции, административно-хозяйственного состава и уголовного розыска,
- жёлтого с чёрным кантом — для конной милиции.

Канты на обмундировании (на воротнике и манжетах, обшлагах) также устанавливались двух цветов (зелёного и жёлтого).
Этим же приказом устанавливались новые петличные знаки различия начальствующего состава милиции и уголовного розыска. Начальникам, в распоряжении которых находились пехотные и кавалерийские части, разрешалось ношение кавалерийской формы.
Знаки различия строевого состава милиции и уголовного розыска
| Начальник милиции РСФСР                                                                   |  | Помощник нач. милиции уезда                                                 |  |
| Заместитель начальника милиции РСФСР                                                      |  | Начальник отделения ведомственной милиции губернии                          |  |
| Начальник отдела милиции ЦАУ НКВД                                                         |  | Нач. ведомственной милиции в уезде и на предприятии                         |  |
| Нач. ведомствен. милиции, пом. нач. отдела милиции ЦАУ НКВД                               |  | Начальник районной милиции в Москве                                         |  |
| Нач. отдела милиции губернского административного отдела                                  |  | Начальник горотдела милиции в губернском городе                             |  |
| Нач. милиции Северного Кавказа, Уральской и Дальневосточной областей                      |  | Помощник нач. горотдела милиции в губернском городе                         |  |
| Помощник нач. милиции Северного Кавказа, Уральской и Дальневосточной областей             |  | Нач. милиции района Северного Кавказа, Уральской и Дальневосточной областей |  |
| Начальник милиции губернии                                                                |  | Начальник милиции волости                                                   |  |
| Нач. милиции округа Северного Кавказа, Уральской и уезда Дальневосточной области          |  | Участковый надзиратель                                                      |  |
| Помощник нач. милиции округа Северного Кавказа, Уральской и уезда Дальневосточной области |  | Старший милиционер                                                          |  |
| Начальник милиции уезда                                                                   |  | Милиционер                                                                  |  |

| Начальник отдела УР ЦАУ НКВД                                |  | Помощник начальника уездного уголовного розыска |  |
| Помощник начальника отдела УР ЦАУ НКВД                      |  | Старший инспектор отдела уголовного розыска     |  |
| Начальник подотдела УР губернского административного отдела |  | Уполномоченный инспектор                        |  |
| Помощник начальника подотдела УР губадмотдела               |  | Помощник уполномоченного и судебного инспектора |  |
| Начальник уездного уголовного розыска                       |  | Агент 1-го разряда                              |  |

| Начальник и комиссар школы среднего комсостава милиции                                    |  | Зав. строевым и милицейским обучением в губернской школе милиции и губрезерве          |  |
| Начальник губернской школы милиции и губрезерва, зав. строевым и милицейским обучением    |  | Помощник зав. строевым и милицейским обучением в губернской школе милиции и губрезерве |  |
| Помощник начальника губернской школы милиции, зав. строевым и милицейским обучением в ШСК |  | Инструктор губернской школы милиции и губрезерва                                       |  |

Административно-хозяйственному составу отдела милиции и уголовного розыска ЦАУ НКВД, губернских (областных, краевых) адмотделов, уездных и волостных управлений милиции, школ среднего комсостава милиции, губмилицейских школ и губрезерва и обучающимся в упомянутых школах и резервах на петлицах вместо знаков различия по должностям размещается шифровка, указывающая на место службы.
- в ЦАУ НКВД шитые золотом буквы «ЦАУ»
- в губернском (област., краевом) адмотделе шитые золотом буквы «АО»
- в управлении уездмилиции шитые золотом буквы «УМ»
- в управлении ведомственной милиции шитые золотом буквы «ВМ»
- в школах среднего комсостава милиции шитые золотом буквы «ШСК»
- в губернских школах милиции шитые золотом буквы «ГШ»
- в губрезервах шитые золотом буквы «ГР»

Обучающиеся в школах среднего комсостава милиции, губернских школах милиции и губрезервах носили петлицы, установленные для пешей милиции (зелёного цвета).
Следует отметить, что в союзных республиках в этом отношении царило большое разнообразие; так, например, работниками милиции УССР на воротнике нашивались петлицы прямоугольной формы: для командного, политического и строевого состава милиции и активных работников уголовного розыска — малиновые с черными кантами, для административного, технического и нестроевого состава — черные с малиновыми кантами, в верхней части петлицы помещалась пуговица жёлтого металла с изображением серпа и молота.

### Форма одежды милиции 1926 г.
Наряду с созданием ведомственной милиции с 1926 года началась организация ведомственного розыска для охраны «от воровства, поджогов, порчи государственного имущества, складов, нефтехранилищ» и т. д. В это время милиция разделялась на республиканскую (милицию РСФСР и других союзных республик) и милицию автономных областей и автономных республик.
Всего по форме одежды милиции в 1926 году было издано 10 приказов, которыми изменялась окантовка гимнастёрок, кителей, шинелей и фуражек, цвета пуговиц, кокарды и нагрудные знаки, знаки различия и т. д. и т. п.
Для всей республиканской милиции и уголовного розыска устанавливались:
- петлицы крапового цвета,
- жёлтые металлические пуговицы;
- жёлтый кант на фуражках, зимнем головном уборе и вокруг петлиц;
- сукно чёрного цвета для изготовления обмундирования конной милиции (цвет обмундирования всех сотрудников милиции, таким образом, стал единым как по базе (черным), так и по прибору (желтым)).

В автономных областях и автономных республиках для всей милиции и уголовного розыска вводились петлицы, околыши фуражек и зимний головной убор синего цвета при общей установленной форме.
Для лиц, занимающих должности высшей, старшей и средней категории начсостава милиции и уголовного розыска разрешено вместо гимнастёрки ношение чёрного однобортного открытого френча из чёрного сукна с шароварами кавалерийского образца и сапогами. Френч застегивался на три блестящие пуговицы, на воротнике размещались петлицы (Приказ ЦАУ НКВД РСФСР № 199 от 17.12.1926 г.).
На зимних головных уборах было отменено приборное сукно крапового цвета и барашковый накладной назатыльник серого цвета. Взамен этого устанавливался зимний головной убор прежней формы, но из чёрного сукна с жёлтой окантовкой и барашковым накладным назатыльником чёрного цвета (из искусственного или натурального каракуля или барашка). Зимний головной убор крапового цвета разрешалось донашивать до окончания табельного срока носки (Приказ ЦАУ НКВД РСФСР № 199 от 17.12.1926 г.).
Установлены новые петличные знаки различия по должностям для строевого состава милиции, уголовного розыска и административно-хозяйственного состава (Приказ ЦАУ НКВД № 111 от 15.07.1926 года). Интересно то, что предыдущее изменение знаков различия произошло буквально год назад — 15.07.1925 года.
В качестве знаков различия предусматривались ромбы, квадраты, звездочки и треугольники. Все знаки различия изготавливались металлическими, с покрытием центра эмалью красного цвета — но с различной окантовкой: жёлтой эмали — для начальников, зелёной эмали — для их помощников. Звезды изготавливались без специальной эмалевой окантовки, сохраняя обычную латунную.
Административно-хозяйственный состав и курсанты школ милиции, как и прежде, носили петлицы с шифровкой, а не знаками различия.
Примечание: В рассматриваемый период сотрудникам милиции были установлены знаки различия красного цвета. Но сотрудники уголовного розыска, часто носили знаки различия синего цвета, хотя узаконено это будет только в 1927 году.
- Знаки различия должностей строевого состава милиции, активного состава уголовного розыска, административно-хозяйственного состава и курсантов школ милиции (15.07.1925).

Таблицы: Знаки различия сотрудников милиции образца 1926 г.
| Начальник милиции РСФСР |  | Начальник милиции уезда, района, района города Москвы |  |
| Заместитель начальника милиции РСФСР                                                                                                 |  | Начальник волостной милиции, горотдела милиции        |  |
| Начальник отдела милиции ЦАУ НКВД — начальник ведомственной милиции РСФСР                                                            |  | Инструктор губернского резерва                        |  |
| Помощник начальника отдела милиции ЦАУ НКВД — помощник начальника ведомственной милиции республики, начальник милиции края (области) |  | Участковый надзиратель                                |  |
| Начальник милиции губернии, округа                                                                                                   |  | Старший милиционер                                    |  |

| Начальник школы среднего комсостава милиции                                                                                      |  | Помощники комбатов (комроты)                                                                       |  |
| Начальник учебно-строевой и административно-хозяйственной частей школ среднего комсостава милиции и помощник по политчасти школы |  | Начальники школ младшего комсостава милиции                                                        |  |
| Заведующий строевым и милиционным обучением (комбат) школ среднего и младшего комсостава милиции                                 |  | Начальники учебно-строевой и административно-хозяйственной частей школ младшего комсостава милиции |  |

| Начальник инспекции ЦАУ НКВД           |  | Старший инспектор адмотдела край(обл)исполкома                                       |  |
| Старший инспектор ЦАУ НКВД             |  | Инспектор адмотдела край(обл)исполкома, старший инспектор адмотдела губернии, округа |  |
| Инспектор ЦАУ НКВД, секретарь ЦАУ НКВД |  | Инспектор адмотдела губернии, округа                                                 |  |

| Начальник УР ЦАУ НКВД |  | Инспектор акт. подотдела отдела УР ЦАУ НКВД, начальник подотдела УР исполкома губернии, округа, секретарь отдела УР ЦАУ НКВД                                                                                          |  |
| Начальник активного подотдела отдела УР ЦАУ НКВД |  | Нач. акт. части подотдела УР адмотдела исполкома губернии, области, округа |  |
| Начальник секретной части подотдела отдела УР ЦАУ НКВД, старший инспектор активного подотдела отдела УР ЦАУ НКВД, начальник подотдела УР адмотдела исполкома края, области, начальник центрального питомника служебно-розыскных собак при отделе УР ЦАУ НКВД |  | Начальник уездного отделения УР, начальник секретной части подотдела УР уездного отделения |  |
| Начальник активной части подотдела УР адмотдела исполкома края, области |  | Инструктор центрального питомника служебно-розыскных собак, инспектор секретной части, уполномоченный секретной части, начальник губернского питомника служебно-розыскных собак, заведующий уголовно-розыскным столом |  |

Таблица 5. По административно-хозяйственному составу
1. ЦАУ НКВД — Шифровка «ЦАУ»
2. Адмотдел крайисполкома — Шифровка «КАО»
3. Адмотдел облисполкома — Шифровка «ОбАО»
4. Адмотдел губисполкома — Шифровка «ГАО»
5. Адмотдел окрисполкома — Шифровка «ОкАО»
6. Адмотдел уисполкома — Шифровка «УАО»
7. Управление районной милиции — Шифровка «РМ»
8. Управление волостной милиции — Шифровка «ВМ»
9. Школа среднего комсостава — Шифровка «ШСК»
10. Школа младшего комсостава — Шифровка «ШМК»
11. Губернские школы-резервы — Шифровка «ГШ»

Примечание:
1. Для должностей по милиции и УР автономных областей знаки различия те же, что и для соответствующих должностей милиции и УР РСФСР, но на петлицах синего цвета, введённых Приказом ЦАУ НКВД РСФСР № 111.
Знаки различия должностей строевого состава милиции и инспекции, установленные приказом ЦАУ НКВД № 155 от 13.10.1926 года (дополнение).
| Начальник милиции Московской и Ленинградской губерний |

| Политинспектор ЦАУ НКВД                                       |  | Начальник подотдела милиции адмотдела края, области, инспектор отдела милиции ЦАУ НКВД заменяющий старшего инспектора того же отдела |  |
| Старший инспектор отдела милиции ЦАУ НКВД, секретарь ЦАУ НКВД |  | Начальник подотдела милиции адмотдела губернии, округа, инспектор отдела милиции ЦАУ НКВД                                            |  |

| Начальник отдела УР ЦАУ НКВД |  | Инспектор активной части подотдела УР адмотдела                                    |  |
| Начальник подотдела УР адмотдела исполкома края, области, Московской и Ленинградской губерний, начальник центрального питомника служебно-розыскных собак УР ЦАУ НКВД, старший инспектор активного подотдела УР ЦАУ НКВД |  | Инструктор центрального питомника отдела УР ЦАУ НКВД, начальник местного питомника |  |
| Начальник подотдела УР адмотдела исполкома губерний, автономных областей, округа, инспектор активного подотдела УР ЦАУ НКВД                                                                                             |  | Дрессировщик-проводник питомника                                                   |  |
| Секретарь отдела УР ЦАУ НКВД, нач. подотдела УР адмотдела исполкома, инспектор активного подотдела УР адмотдела исполкома края, области, автономной области, губернии, округа                                           |  | Агент 1-го разряда                                                                 |  |

Примечания:
1. Республиканская ведомственная милиция носит знаки различия общегосударственной милиции.
2. Знаки различия размещались: ромбы — длинной осью вдоль петлицы, квадраты — параллельно краю петлицы.
Итого в 1926 году насчитывалось более 50 знаков различия по должностям. Эти знаки различия просуществовали почти год — до 31.05.1927 г.

### Изменения 1927 г.
- Для милиционеров устанавливался такой же значок для головного убора, как и для начальствующего состава (Приказ ЦАУ НКВД РСФСР № 110 от 29.07.1927 г.).
- Отменена шинель двубортная со сквозными металлическими пуговицами на бортах. Вместо неё была введена шинель однобортного покроя, с застегивающимися левым бортом на четырёх крючках, с внутренней складкой на спинке, с хлястиком в талии, с двумя продольными боковыми карманами. Петлицы — прежнего образца. Шинели двубортные разрешалось донашивать до окончания срока носки (Приказ ЦАУ НКВД РСФСР № 142 от 31.08.1927 г.).
- Младшему и среднему начсоставу милиции и уголовного розыска Московской и Ленинградской губерний устанавливалось ношение френча из чёрного сукна с застежкой на пять больших форменных пуговиц, с двумя верхними накладными карманами с одномысковыми клапанами, застегивающимися на одну малую форменную пуговицу, с двумя нижними прорезными карманами. Воротник стояче-отложной, застегивающийся на два крючка, петлицы прежнего образца (Приказ ЦАУ НКВД РСФСР № 142 от 31.08.1927 г.).
- Вместо существующих золотых пуговиц к обмундированию вводились пуговицы вороненые.

Установлены новые знаки различия по должностям строевого состава милиции, уголовного розыска и постоянного состава школ милиции (Приказ ЦАУ НКВД РСФСР № 82 от 31.05.1927 г.).
Система различения должностей весьма основательно изменилась. С петлиц исчезли сочетания треугольников с ромбами и квадратами, что существенно упростило понимание сотрудниками внутренней субординации. Уменьшилось количество знаков различия.
Петлицы — стреловидной формы крапового цвета с жёлтой окантовкой. Знаки различия начальника милиции республики вышивались золотой нитью, его помощника — серебряной. Знаки различия размещались: ромбы — длинной осью вдоль петлицы, квадраты — параллельно краю петлицы. Размеры петлиц и знаков различия остались прежними.
По милиции устанавливались знаки различия в виде металлических ромбов и квадратов, покрытых красной эмалью с жёлтыми бортиками для начальников, и с зелёными бортиками для их заместителей.
По уголовному розыску знаки различия не красной, а синей эмали с жёлтыми бортиками для начальников, и с зелёными бортиками для их заместителей.
| Начальник милиции республики |
| Помощник начальника милиции республики |
| Зам. начальника ЦАУ НКВД, нач. адмотдела края, области, Московской и Ленинградской губерний — начальник милиции |
| Нач. адмотдела исполкома губернии, автономной области, округа — нач. милиции, нач. школы среднего комсостава милиции, нач. подотдела милиции адмотдела исполкома края, области, Московской и Ленинградской губерний, политинспектор ЦАУ НКВД                                                                        |
| Нач. адмотдела исполкома — нач. милиции уезда, нач. милиции в городе Москве, области, крае, ст. инспектор адмотдела исполкома края, области, губернии, округа, нач. подотдела милиции адмотдела исполкома губернии, округа, инспектор отдела милиции ЦАУ НКВД секретарь ЦАУ НКВД, нач. городской милиции            |
| Нач. горотдела милиции адмотдела исполкома, инсп. адмотдела края, области, губернии, округа, секретарь отдела милиции ЦАУ НКВД |
| Нач. горотдела милиции, нач. милиции волости, района области, края, зав. строевым и милицейским обучением школ среднего и младшего начсостава милиции, инспектор (инструктор) уездного адмотдела, нач. отделения, службы и нач. подотдела милиции адмотдела исполкома края, области, авт. области, губернии, округа |
| Нач. строевой команды при адмотделе, нач. губерн. школы резерва |
| Нач. отдела, службы, нач. подотдела милиции уездного исполкома, инструктор губернской школы резерва, участковый надзиратель, командир взвода губрезерва |
| Старший милиционер, командир отделения губрезерва |
| Милиционер |

| Начальник отдела УР ЦАУ НКВД |
| Нач. подотдела УР адмотдела исполкома края, области, Московской и Ленинградской губерний, нач. центр. питомника служебно-розыскных собак УР ЦАУ НКВД, ст. инспектор активного подотдела УР ЦАУ НКВД |
| Нач. подотдела УР адмотдела исполкома губерний, авт. областей, округа, инспектор активного подотдела УР ЦАУ НКВД                                                                                    |
| Секретарь отдела УР ЦАУ НКВД, нач. подотдела УР адмотдела исполкома, инспектор активного подотдела УР адмотдела исполкома края, области, автономной области, губернии, округа                       |
| Инспектор активной части подотдела УР адмотдела |
| Инструктор центрального питомника отдела УР ЦАУ НКВД; нач. местного питомника |
| Дрессировщик-проводник питомника |
| Агент 1-го разряда |
| Агент уголовного розыска |

### Форма милиции образца 1928 года.
В 1928 году для сотрудников милиции были установлены:
- фуражка с красным околышем и цветными кантами: желтыми для милиции, зелеными для уголовного розыска, на околыш фуражки — эмблема в виде щита красной эмали с наложенным на него золотым серпом и молотом;
  - для начальствующего состава с тульей синей шерсти;
  - для младшего начальствующего и рядового состава с тульей из чёрного сукна;
  - летняя фуражка с х.б. тульей цвета хаки.
- шапка-кубанка (папаха) зимняя чёрного каракуля с донцем сукна цвета хаки с желтыми (милиция) или зелеными (уголовный розыск) перекрещивающимися кантами, эмблема — как на фуражку;
- шинель двубортная, чёрного цвета, с прорезными карманами, без пуговиц по бортам, на отложном воротнике — единые петлицы как на френче и гимнастерке;
- китель-френч однобортный, синей шерсти для начсостава, на отложном воротнике — единые петлицы, как на шинели и гимнастерке;
  - открытый, на четырёх пуговицах, с накладными карманами;
  - закрытый, на пяти пуговицах.
- гимнастерка с отложным воротником с едиными петлицами, с бриджами в тон гимнастерке
  - синего сукна для начсостава;
  - чёрного сукна для младшего начсостава и рядового состава;
  - летняя цвета хаки.

С января 1928 года (Приказ НКВД РСФСР № 190 от 6.01.1928 г.) происходит очередное изменение знаков различия милиции. Предыдущий приказ о знаках различия состоялся 31.05.1927 года, то есть прошло всего семь месяцев.
Теперь каждой должности соответствовала определённая служебная категория. По сути, это было началом перехода к знакам различия, указывающим на высоту служебного положения должностных лиц. Огромное количество знаков различия по конкретным должностям, коих всегда имеется великое множество, давало прямо противоположный результат. Последнее неизбежно влекло за собой невозможность определять старшинство сотрудников, находящихся в примерно одинаковом должностном положении, особенно в разных структурах.
- все должности начсостава в зависимости от уровня ответственности и круга обязанностей распределяются по четырём категориям:
  - высший начальствующий состав;
  - старший начальствующий состав;
  - средний начальствующий состав;
  - младший начальствующий состав.
- Введена новая унифицированная форма одежды и новые знаки различия. При этом уголовный розыск сохранил отличия в виде цвета окантовки петлиц и знаков различия. Упразднены знаки различия в виде квадратов и ромбов.

В качестве петличных знаков различия по должностям установлен единый знак в форме геральдического щита; поверхность щита выпуклая, покрытая синей эмалью, вокруг которой эмалевая окантовка жёлтого цвета — для милиции и красного цвета — для уголовного розыска. При этом щитки младшего начальствующего состава — без окантовки.
- Петлицы утрачивают свой стреловидность. Теперь они прямоугольной формы, с окантовкой. Поле петлиц — крапового цвета. окантовка петлиц:
  - для милиции — жёлтого цвета,
  - для уголовного розыска — зелёного цвета.

Таблица Знаки различия начсостава общегосударственной, ведомственной милиции и угрозыска (Приказ ЦАУ НКВД № 190 от 6.11.1928 г.)
| Начальник милиции республики | Высший начсостав  |  |
| Помощник начальника милиции республики | Высший начсостав  |  |
| Помощник начальника адмотдела края, области, ст. инспектор управления милиции НКВД РСФСР, нач. школы НКВД по административно-милицейской работе | Старший начсостав |  |
| Помощник начальника адмотдела округа, автономной области, губернии, инспектор управления милиции НКВД РСФСР, старший инспектор адмотдела края, области, начальник учебно-строевой часта школы милиции                                                                                 | Старший начсостав |  |
| Начальник адмотдела и милиции уезда (кантона), помощник начальника адмотдела уезда, района (кантона), инспектор адмотдела края, области, старший инспектор адмотдела губернии, округа, автономной области, начальник губернской школы кадров, секретарь начальника милиции республики | Средний начсостав |  |
| Начальник гор отдела милиции, помощник начальника горотдела милиции, начальник отделения ведомственной милиции на предприятиях, начальник волостной милиции, командир роты резерва, начальник резерва, инспектор адмотдела губернии, округа, автономной области, уезда                | Средний начсостав |  |
| Участковый надзиратель, старший милиционер сельской местности, начальник команды ведомственной милиции | Младший начсостав |  |
| Милиционер | -                 |  |

| Начальник отдела УР ЦАУ НКВД | Старший начсостав |  |
| Начальник подотдела УР адмотдела исполкома края, области, Московской и Ленинградской губерний, начальник центрального питомника служебно- розыскных собак УР ЦАУ НКВД, старший инспектор активного подотдела УР ЦАУ НКВД | Старший начсостав |  |
| Начальник подотдела УР адмотдела исполкома губерний, автономных областей, округа, инспектор активного подотдела УР ЦАУ НКВД                                                                                              | Средний начсостав |  |
| Секретарь отдела УР ЦАУ НКВД; начальник подотдела УР, адмотдела исполкома края, области, автономной области, губернии, округа; инструктор центрального питомника отдела УР ЦАУ НКВД; начальник местного питомника        | Средний начсостав |  |
| Дрессировщик-проводник питомника, агент 1 разряда | Младший начсостав |  |

По учебным заведениям было установлено ношение шифровки в петлице, указывающей на наименование учебного заведения
Вследствие частой смены знаков различия и трудностей в обеспечении формой, многие сотрудники милиции вплоть до 1931 года продолжали носить стреловидные петлицы образца 1926 г. а то и 1924 г., с расположением щитков длинной стороной вдоль продольной оси петлицы.
Эти знаки различия образца 1928 года просуществовали довольно долго по тем временам — 2,5 года.

### Киновоплощения
- 12 стульев (1971)
- Бронзовая птица (1974)
- Последнее лето детства (1974)
- Не может быть (1975)
- 12 стульев (1976)

## 1931—1943 гг.

### Реорганизация РКМ и форма 1931 г.
1930-е гг. начались для сотрудников милиции и уголовного розыска с серьёзных преобразований, коренным образом менявших всю систему взаимодействия внутри правоохранительных органов, а также между последними и учреждениями центральной партийной и государственной власти.
15 декабря 1930 г. постановлением ЦИК и СНК СССР был ликвидирован НКВД РСФСР. Через полмесяца формально милиция перешла в подчинение СНК РСФСР, а фактически — ОГПУ СССР. Тогда же ликвидируются наркоматы внутренних дел союзных республик. В конце 1930 г. при СНК СССР было создано Главное управление рабоче-крестьянской милиции (ГУРКМ), с 1932 г. вошедшее в состав ОГПУ. Контроль ОГПУ над РКМ был закреплён в 1931 году принятием «Положения о РКМ» и созданием при ОГПУ Главной инспекции по милиции и уголовному розыску (ГИМиУР ОГПУ).
Приказом ГУРКМ 22 апреля 1931 г. (Пр.№ 18) для всего личного состава РКМ вводилось новое обмундирование, унифицированное для всех подразделений РКМ, включавшее:
- гимнастёрку (в приказе — «рубаху») серого цвета, образца принятого в РККА, но с красными кантами по воротнику и фигурным обшлагам, с отложным воротником с петлицами (как на гимнастёрках в РККА, голубые (бирюзовые)*), с красным кантом), с открытой планкой на три малые пуговицы со звездой и серпом и молотом (в цвет ткани), нагрудные настроченные карманы с клапанами на аналогичных пуговицах, зимняя — суконная, летняя — х/б (летом — разрешено ношение гимнастёрки белого цвета);
- китель-френч для начсостава закрытый, однобортный (на пять больших пуговиц) с отложным воротником с установленными петлицами, с красными кантами по воротнику и обшлагам, серого или белого (летняя форма — без кантов) цвета, китель приобретался начсоставом за свой счёт;
- шлем (п.8 Приказа № 18) «красноармейского образца»[2], из темно-серой «шерстяной прессованной массы», с двумя козырьками, подбородным ремешком того же цвета". Спереди на шлеме — «красноармейская звезда нормального размера голубого*) цвета» с союзным гербом на ней; зимой к шлему полагалась теплая вязаная (трикотажная) подкладка и наушники;
  - Примечание: Фото и кинодокументы показывают работников РКМ при исполнении обязанностей в фетровых касках серого или белого (к летней белой гимнастёрке) цвета (мог использоваться белый чехол) с двумя (спереди и сзади) козырьками, с чёрным кожаным подбородным ремешком (при исполнении служебных обязанностей ремешок опущен), спереди — эмалевая пятиконечная звезда бирюзового цвета с белой каймой; в центре звезды Герб СССР. Об этой каске, судя по всему, и идет речь в Приказе № 18, где она именуется туманно «шлемом красноармейского образца»[3];
- брюки — темно-серые или серые бриджи-шаровары в сапоги; за свой счёт начальствующему составу разрешалось приобретать зимние и летние брюки навыпуск к кителю того же цвета, с красными кантами; сотрудникам-женщинам вместо брюк разрешалось ношение юбки из установленного материала, с ботинками;
- фуражку — для ношения вне службы — из ткани в тон гимнастёрке, кителю и брюкам, с красными кантами (белая летняя — без кантов), широким тканевым простроченным козырьком и чёрным лакированным подбородным ремешком;
  - на фуражку и шлем полагалась кокарда — металлическая пятиконечная звезда синей эмали с золотистой (у начсостава) или серебряной окантовкой[4], с расположенным по центру Гербом СССР;
- пальто-реглан (вместо шинели) и плащ-реглан (к летней форме начсостава, из прорезиненной ткани, с поясом из основной ткани) серого цвета, однобортные на пяти больших пуговицах, с окантовкой по воротнику и фигурным обшлагам (у пальто), на воротниках шинельные петлицы бирюзового цвета с красным кантом, образца как в РККА;
- сапоги и ботинки чёрного цвета как в РККА; на зимний период для несения службы допускались валенки с галошами.

```
*) Цвет петлиц и звезд на щлемах мог иметь очень широкий диапазон (от светло-голубого до василькового), что объяснялось как фактурой материала (сукно, шерсть, замша и др.), так и качеством красителей.
```

Знаки на петлицах их сочетания обозначавшие различия по должностным и служебным категориям были аналогичны и по виду, и по технологии изготовления, и по сочетаниям петличным должностным знакам РККА (только покрывались они не красной, а синей эмалью). Циркуляром № 39-92 от 20.05.1931 г. устанавливался временный перечень групп и служебных категорий, утверждались соответствующие им знаки различия.
| 13 | петлица нс ркм 1931 г (приказ № 18) | петлица нс ркм 1931 г (приказ № 18) | 6          | петлица нс ркм 1931 г (приказ № 18) | петлица нс ркм 1931 г (приказ № 18) |
| 12 | петлица нс ркм 1931 г (приказ № 18) | петлица нс ркм 1931 г (приказ № 18) | 5          | петлица нс ркм 1931 г (приказ № 18) | петлица нс ркм 1931 г (приказ № 18) |
| 11 | петлица нс ркм 1931 г (приказ № 18) | петлица нс ркм 1931 г (приказ № 18) | 4          | петлица нс ркм 1931 г (приказ № 18) | петлица нс ркм 1931 г (приказ № 18) |
| 10 | петлица нс ркм 1931 г (приказ № 18) | петлица нс ркм 1931 г (приказ № 18) | 3          | петлица нс ркм 1931 г (приказ № 18) | петлица нс ркм 1931 г (приказ № 18) |
| 9  | петлица нс ркм 1931 г (приказ № 18) | петлица нс ркм 1931 г (приказ № 18) | 2          | петлица нс ркм 1931 г (приказ № 18) | петлица нс ркм 1931 г (приказ № 18) |
| 8  | петлица нс ркм 1931 г (приказ № 18) | петлица нс ркм 1931 г (приказ № 18) | 1          | петлица нс ркм 1931 г (приказ № 18) | петлица нс ркм 1931 г (приказ № 18) |
| 7  | петлица нс ркм 1931 г (приказ № 18) | петлица нс ркм 1931 г (приказ № 18) | Милиционер | петлица нс ркм 1931 г (приказ № 18) | петлица нс ркм 1931 г (приказ № 18) |

В соответствии с нормативными документами пуговицы к обмундированию устанавливались черненые, однако кино- фотодокументы показывают использование и металлизированных пуговиц.
К обмундированию полагался ремень или облегчённое походное снаряжение РККА образца 1932 г. (для комначсостава; допускалось ношение и более ранних образцов); для служащих частей конной милиции — кавалерийское снаряжение с шашкой и шпорами; с плащом-регланом ремень и снаряжение не носились (оружие носилось в кобуре под плащом; обязательным элементом снаряжения при исполнении служебных обязанностей был свисток.
При несении караульной, регулировочной или иной службы сотрудник милиции обязан был носить специальный номерной нагрудный знак.
Помимо указанных предметов, начсоставу разрешалось за свой счёт приобретать и другие виды обмундирования для ношения вне службы (бекеша, шапка-финка, любимая комначсоставом РККА и ОГПУ, полушубок, кожаные куртки различных фасонов, фетровые сапоги, унты для холодных районов и т. д.) для ношения вне строя. Известная вольность начальства в вопросах обмундирования была строго ограничена Правилами ношения, введёнными этим же приказом (Пр.№ 18, 1930 г.). Этими правилами, в частности, категорически запрещалось использовать неуставное обмундирование, сочетать форменные и штатские предметы, а также — для сотрудников конной милиции — находиться в строю и на службе в кителе, фуражке и брюках с ботинками (для остального начальствующего состава с ботинками допускались кожаные краги).
Приказом УРКМ при ОГПУ СССР № 42 от 31.03.1934 г. для переменного состава школ старшего и среднего начсостава РКМ устанавливалось ношение на петлицах следующих отличительных знаков:
1. Для слушателей школ старшего начсостава РКМ — отличительный знак устанавливался из трех букв «ШСМ».
2. Для курсантов школ среднего начсостава РКМ — отличительный знак устанавливался из двух букв: первая буква — начальная буква наименования города, где расположена школа, вторая буква — литер «Ш» (например: Московская школа среднего начсостава — «МШ»).
Установленные отличительные знаки накладывались металлическими буквами золотистого цвета
В 1934 году постановлением СНК СССР образуется НКВД СССР во главе с Г. Ягодой, в который входят все подразделения, главки, управления и отделы ОГПУ СССР. В составе НКВД вновь образуется Главное управление рабоче-крестьянской милиции (ГУ РКМ) (руководитель до августа 1937 г. — Л. Н. Бельский).

#### Персональные спецзвания РКМ. Знаки различия 1936 г.
В 1935 году в РККА были введены персональные воинские звания и новые знаки различия. Примерно тогда же, постановлением Политбюро ЦК ВКП(б) №ПЗЗ/95 от 10.09.1935 года всем организациям, учреждениям и лицам было категорически запрещено ношение формы и знаков различия, в той или иной степени сходных с РККА, за исключением военнослужащих пограничной и внутренней охраны НКВД, комплектуемых по призыву. Это дало повод руководству НКВД СССР, имеющего в своём составе военизированные формирования с военной внутренней организацией, перейти к собственным поискам и инициативам в направлении разработки собственной системы служебных рангов, особой униформы и знаков различия.
Зимой-весной 1935-1936 гг. персональные воинские звания введены во всех войсковых контингентах НКВД, кроме, возможно, военизированной охраны в структуре ГУЛАГа. В остальных структурах были установлены спецзвания.
Особенностью новых знаков различия всех невойсковых структур НКВД стал полный отказ от армейских знаков различия в виде металлических геометрических фигур и переход на петлицы нового образца, единые для гимнастёрок, френчей и шинелей: в форме вытянутых параллелограммов, с узкими продольными полосками (просветами) и звездочками (уголками, окружностями и т. д.) в качестве знаков различия.
В РКМ введение персональных специальных званий произошло в апреле (Пост. ЦИК и СНК СССР; Пр. НКВД № 157), а новых знаков различия — в июне 1936 г. (Приказ НКВД СССР № 208 от 15.06.1936 г.) Обратим особое внимание — звания были не воинские, а специальные, без каких-либо взаимосоответствий со званиями в РККА даже в случае явного повторения и дублирования наименований. Новые знаки различия размещались на новых бирюзовых петлицах (с красной окантовкой) увеличенных размеров, нашивавшихся на воротники рубах, кителей, пальто и плащей. Младшему начальствующему и рядовому составу на петлицы полагалась эмблема в виде малого эмалированного Герба СССР в верхнем углу петлицы.
Таблица: Знаки различия сотрудников милиции образца 1936 г.
| Петлицы | петлица ркм 1936 | петлица ркм 1936 | петлица ркм 1936 | петлица ркм 1936 | петлица ркм 1936 | петлица ркм 1936 | петлица ркм 1936 |

| Петлицы | петлица ркм 1936 | петлица ркм 1936 | петлица ркм 1936 | петлица ркм 1936 | петлица ркм 1936 | петлица ркм 1936 | петлица ркм 1936 | петлица ркм 1936 |

```
 *) Звание существовало только на бумаге, в реальности никому не присваивалось
**) 
Приказ НКВД СССР № 381 от 07.09.1936 г.

***) Показаны петлицы с гербом образца 1937 г.
```

#### Кокарды и нарукавные знаки обр. 1936 г.
Тем же приказом вводился специальный знак на все без исключения головные уборы — штампованный металлический Герб СССР с лентами и звездой красной эмали и земным шаром голубой эмали (для начсостава — золотой, для рядовых и младшего начсостава — серебряный); а также нарукавный знак — тот же металлический (реже — вышитый) Герб СССР примерно тех же размеров и расцветок. Пуговицы также получили изображение Герба; обшлага гимнастерки стали прямыми, без мыска.
В 1937 году (поле принятия новой Конституции СССР 5 декабря 1936 года) изменился рисунок Герба СССР — вместо шести витков ленты вокруг венка из колосьев появилось десять витков — по числу существующих на тот момент Советских Союзных республик (рисунок герба будет изменяться также в 1946, 1956 гг.)
Особый нарукавный знак был присвоен сотрудникам милиции на речном и морском транспорте.

#### Правила ношения формы 1937 г.
Приказом НКВД СССР № 418 от 28.09.1937 г., подписанным уже новым наркомом — Н. И. Ежовым — введены новые Правила ношения формы РКМ, частично повторявшие старые, а частично ужесточавшие требования к личному составу в области соблюдения формы одежды.
Вся униформа делилась на повседневную (вне строя) и служебную (для строя), смешивать виды формы запрещалось, как запрещалось любое неуставное её ношение (с расстегнутым воротом кителя, поднятым воротником пальто, бекеши, плаща, со сдвинутыми на затылок головными уборами и т. д.).
Особо строго оговаривалось ношение сотрудниками знаков различий в строгом соответствии с присвоенным званием с запрещением использования уже отменённых знаков.

### Униформа сотрудников РКМ на ж/д транспорте. Изменения 1938 г.
С 01.04.1938 г. (Пр.№ 96) для сотрудников РКМ на железнодорожном транспорте вводились новые головные уборы:
а) фуражка с бирюзовым околышем и кантами и малиновой тульёй, лакированным кожаным козырьком и подбородным ремешком на малых пуговицах; знак — металлический Герб СССР существующего образца;
б) шапка-финка коричневого меха с малиновым верхом; знак — металлический серебристый или золоченый Герб СССР существующего образца.
Этим же приказом для всех остальных сотрудников РКМ младшего начальствующего и рядового состава вводится аналогичная шапка-финка, но с верхом серо-зелёного цвета и установленным знаком (серебристый Герб СССР).
Летом 1938 года (Пр.№ 383) для всего личного состава РКМ вводится
- шинель (пальто-реглан и плащ-реглан отменяются), из драпа серо-зелёного цвета, с красным кантом по краю воротника и обшлагам, двубортная, на пяти пуговицах (для комсостава — на шести, пуговицы н/с золотистые латунные, для рядового — оксидированные). На воротнике — петлицы установленного образца. Воротник застегивался на крючки и петли. На правом рукаве для начсостава — металлический герб СССР как на гимнастёрке или кителе.
- китель светло-стальной для начсостава, похожий на уже существующий обр. 1931 г., но с шестью латунными пуговицами золотистого цвета. К кителю полагались брюки навыпуск с красным кантом (Возможно, цвет кителя был с зелено-(серо)голубым оттенком.).

Также для начсостава установлено ношение белого кителя единого покроя с кителем стального цвета и с такими же пуговицами (Пр.№ 18.1930). К белому кителю полагались летние белые брюки без канта и белая фуражка, либо брюки синего цвета с кантом и фуражка с чехлом.
В июле 1938 года (Пр.№ 439) введены новые фуражки для начальствующего и младшего начальствующего и рядового состава РКМ. Фуражки повторяли образец, утверждённый для сотрудников транспортной милиции — но с серо-зелёной (у начсостава) или серой тульёй и красными, а не бирюзовыми кантами. Для ношения с белым кителем и белой гимнастеркой предусматривался белый чехол на тулью.
Приказом НКВД СССР № 472 от 05.08.1938 г. был отменен приказ НКВД СССР № 208 от 15.06.1936 г. о введении новых петлиц и знаков различия для рядового и начальствующего состава РКМ. До издания нового приказа знаки различия оставались прежние.
В декабре того же года начсостав получил в качестве зимней формы шапку-финку формы и расцветки как и для рядового состава, но с соответствующим н/с золочёным Гербом СССР.

#### Знаки отличия регулировщиков и госавтоинспекции (ГАИ-ОРУД)
В начале 1939 г. вводятся специальные знаки отличия для сотрудников ГАИ—ОРУДа (ГАИ ГУРКМ) — Госавтоинспекции и службы организации регулировки дорожного движения. Функции этих двух подразделений не совпадали: ГАИ с момента своего основания и передачи в состав ГУРКМ считалась технической службой. чьей главной функцией является контроль над техническим состоянием автомобилей и дорог, установление скоростного режима на отдельных участках, установка дорожных знаков и т. д., тогда как служба ОРУД занималась исключительно регулированием движения автотранспорта на бессветофорных перекрёстках. Этим объясняется тот факт, что личный состав ГАИ практически полностью относился к начальствующему, а регулировщики — к рядовому составу.
9 апреля 1939 года начальник ГУРКМ майор госбезопасности И. А. Серов утвердил проекты новых знаков — петличных эмблем и нарукавных нашивок в форме ромба (вместо Герба СССР) для сотрудников ГАИ—ОРУД. 26 апреля Наркомом Внутренних дел СССР комиссаром госбезопасности 1 ранга Л. П. Берией был подписан Приказ № 219, вводящий указанные эмблемы и знаки отличия для постоянного ношения.
Петличная эмблема жёлтого металла для начсостава ГАИ (ГАИ—ОРУД) представляла собой сложное сочетание крылатого щита с изображением технической эмблемы (скрещённых ключа и молота) с закреплённой над ним красной эмалевой звездой и лентой между крыльями с буквами «РКМ» на её складках.
Нарукавная эмблема начсостава ГАИ представляла собой ромб тёмно-синего цвета с золотой окантовкой и золотыми с красным шелком элементами оформления («стрелками-треугольниками») по острым углам, внутри ромба — синий многоугольник, поверх которого — эмблема ГАИ жёлтого метала (аналогичная петличной эмблеме, но с добавлением букв «ГАИ» на поле щита), наложенная на вышитый золочёной канителью руль. Руль как вариант мог быть металлическим, белого металла. Размеры знака: 100×65 мм.
Нарукавная эмблема младшего начсостава и рядового состава ОРУД выглядела несколько проще — тот же ромб синего цвета с красной окантовкой и красными стрелками по острым углам, вышитый серебряный руль, разделённый на четыре сектора: в верхнем секторе вышитая или суконная пятиконечная звезда, в трёх остальных буквы «РУД» белого цвета с чёрной окантовкой, по одной в каждом секторе.

### Изменения 1939 г.
В конце лета 1939 г. Пр.№ 524 (24.08.1939) вводится ряд радикальных новшеств в уже существующую милицейскую униформу.
- Устанавливались новые знаки различия по персональным спецзваниям — по форме аналогичные уже существующим в РККА, войсках НКВД и Госбезопасности — в виде треугольников, квадратов («кубиков», «кубарей»), прямоугольников («шпал») и ромбов синей эмали на бирюзовых (гимнастерочных и шинельных) петлицах с красным кантом. Фактически произошёл возврат знаков, существовавших до введения персональных званий в 1936 г. с той разницей, что теперь эти знаки обозначали уже не должностные категории, а сами звания. Знаки различия РКМ, таким образом, унифицировались с уже существующими знаками в структурах НКВД и РККА. Старые знаки различия (с просветами и звездочками) отменялись, их ношение запрещалось.
- Отменено ношение фетровой каски ко всем видам униформы. Вместо неё для всех сотрудников РКМ устанавливалась фуражка (для летней формы) и шапка-финка (для зимней формы).
- На всех головных уборах отменялась старая эмблема в виде Герба СССР и вводилась новая — в виде металлической пятиконечной звезды красной эмали с расположенным по центру Гербом СССР (ленты и земной шар — красной и голубой эмали). Для начсостава звезда была золотистая, для младшего начальствующего и рядового состава — серебристая.
- Для политического состава для ношения на левом рукаве устанавливалась пятиконечная звезда бирюзового цвета с золотисто-шёлковой каймой и вышитым тем же золотистым шелком серпом и молотом по центру. Следует обратить внимание, что в РКМ не было особых званий для политработников, как в РККА или Войсках НКВД. Для начальствующего состава сохранялось ношение золочёного с красной и синей эмалью металлического Герба СССР на левом рукаве в районе локтевого сгиба.

Петличные и нарукавные знаки регулировщиков движения (ОРУД) и инспекторов ГАИ были сохранены без изменений.
Таблица: Знаки различия сотрудников милиции образца 1939 г.
| Петлицы к гимнастёрке |
| Петлицы к шинели      |

| Петлицы к гимнастёрке |
| Петлицы к шинели      |

```
*) Звание существовало только на бумаге,в реальности никому не присваивалось
```

### Форма сотрудников РКМ образца 1940 г.
Приказом № 79 от 8 февраля 1940 г. униформа милиции поменяла цвет. Базовым цветом милицейской формы вместо серого стал тёмно-синий, с сохранением петлиц и околышей бирюзового, а кантов — красного цвета. Все предметы обмундирования по технологии производства и внешнему виду унифицировались с аналогичными в системе Внутренних и Пограничных войск НКВД СССР за исключением, возможно, шапки-финки (в войсках РККА и НКВД этому моменту уже была введена ушанка вместо зимнего шлема («буденновка»)).
Форма сотрудников РКМ традиционно включала в себя:
а) гимнастёрку из тёмно-синего сукна (зимой) или тёмно-синей х/б ткани (летом), с открытой планкой с застежкой на три малые латунные пуговицы (гербовые, с бортиком), с отложным воротником с петлицами, нагрудными карманами с клапанами на малых латунных пуговицах, обшлага — на двух пуговицах; по воротнику и обшлагам красный кант (летняя х/б — без окантовки); у начсостава — пуговицы золочёные, на левом рукаве вышитый Герб СССР, знак политического состава (знак ГАИ-ОРУД — без изменений, кому положен); летняя гимнастерка без окантовки, со знаками различия и нарукавными знаками; разрешалось ношение белой гимнастерки без окантовки (с белым чехлом на тулье фуражки);
б) фуражку существующего образца с синей тульёй, с бирюзовым околышем и красными кантами, с лакированный козырьком и лакированным ремешком на малых пуговицах; с кокардой РКМ установленного образца; с белой гимнастёркой на тулью надевается белый чехол;
в) брюки-бриджи установленного образца синего цвета с красными кантами, для летних гимнастёрок брюки без кантов;
г) шинель покроя принятого в войсках НКВД и Пограничных войсках — синего цвета, двубортная на шести латунных больших пуговицах (гербовые, с бортиком, у начсостава — золочёные, у рядового — оксидированные), по краю воротника и обшлагам кант красного цвета, на концах воротника — петлицы; на рукавах начсостава и начполитсостава — соответствующие нарукавные знаки (знак ГАИ-ОРУД — без изменений, кому положен);
д) шапку-финку или кубанку коричневого меха цигейки с синим верхом; кокарда РКМ существующего образца.
Сапоги, ремень, полевое снаряжение, перчатки — существующего образца. Для ношения в зимнее время разрешалась телогрейка (под шинелью), а также бурки и валенки.
В мае 1940 года Приказом № 327 утверждалось право определённых категорий сотрудников РКМ, прежде всего, высшего начальствующего состава, на «улучшенное» обмундирование.
В начале 1941 года НКВД СССР был разделён на два самостоятельных наркомата: НКВД СССР (нарком — Л. П. Берия) и НКГБ СССР (нарком — В. Н. Меркулов). ГУРКМ осталось в ведении НКВД, преобразованное в Главное Управление Милиции (ГУМ) (начальник — инспектор милиции А. Г. Галкин). Но через месяц после начала Великой Отечественной войны наркоматы вновь были объединены, а ГУМ вошло в свежесозданное Административно-оперативное управления НКВД СССР.
Таблица: Нарукавные знаки сотрудников милиции образца 1939—1940 г.
|                 | Начальствующий состав РКМ | Политический состав РКМ | Сотрудники ГАИ РКМ | Сотрудники ОРУД РКМ |
| --------------- | ------------------------- | ----------------------- | ------------------ | ------------------- |
| Нарукавный знак | знак милиции 1939         | знак милиции 1939       | знак милиции 1939  | знак милиции 1939   |

#### Милиция в военное время
В условиях войны летом-осенью 1941 г. работникам милиции совместно с другими подразделениями НКВД и РККА часто приходилось выполнять задачи, несвойственные РКМ в мирное время — поиск и задержание вражеских диверсантов в населённых пунктах, борьба с паникёрами и распространителями ложных слухов, организация мероприятий совместно со службами МПВО и пожарной охраны по отражению авианалётов и ликвидации их последствий, обеспечение необходимых мер по поддержанию правопорядка во время эвакуации и т. д. Известно множество случаев, когда сотрудники РКМ вставали на пути прорвавшихся частей противника вместе с войсками Красной Армии, прорывались из окружения или вступали в партизанские отряды.
Уже с июня 1941 г. милицейская униформа в местностях на военном или осадном положении дополняется армейскими предметами — пехотными лопатками, флягами, плащ-накидками, а также стрелковым оружием — винтовками (пистолетами-пулемётами) со штык-ножами и подсумками к ним (в дополнение к личному оружию («Наган» или пистолет «ТТ», «ТК») постоянное ношение которого становится обязательным для всех сотрудников). Нередким явлением становится ношение стальных шлемов самых разных образцов, от современного СШ-40 и специфических касок МПВО, напоминающих каски Королевской армии Великобритании (каски Броди), до старых касок Адриана времен Первой мировой войны. Обязательным элементом формы и амуниции становится противогаз, носимый в брезентовой сумке через правое плечо.
Война заставила по-новому посмотреть на милицейскую форму. Многим сотрудникам РКМ приходилось действовать в прифронтовой полосе в составе истребительных батальонов и т. д., где тёмно-синяя форма ярко выделялась на общем фоне и явно демаскировала.
Ещё одним фактом начального периода войны стал переход от добровольного комплектования РКМ к призывному (как правило, призывали негодных к строевой службе в войсках НКВД и РККА, на нестроевые должности мобилизовывали женщин). С учётом возросшего количества функций РКМ в 1941—1942 гг. наблюдался явный рост численности личного состава по сравнению с довоенным периодом. Это требовало дополнительных комплектов обмундирования. Однако стремительное продвижение вермахта в 1941—1942 гг. вызвало потерю огромного количества интендантского имущества. С этим был связан дефицит даже простого красноармейского обмундирования, не говоря уже о специализированном РКМ-вском.
Все вышесказанное привело к изданию Приказа № 208 (1942 г.) НКВД СССР. В соответствии с ним всем сотрудникам РКМ в военное время разрешалось ношение обмундирования армейского образца серого или защитного цвета с соответствующими знаками различия и нарукавными знаками РКМ. Для сотрудников-женщин была установлена тёмно-синяя юбка (вместо бриджей) и тёмно-синий берет с кокардой (вместо фуражки) — как для нестроевого состава РККА.
ГАЛЕРЕЯ. Форма советской милиции (РКМ) 1931—1943 гг. (Реконструкция)
- Форма милиции 1931-1937: начсостав во френче (вне службы), начсостав в летнем кителе (вне службы), начсостав конной милиции (при несении службы (в столицах республик и областных центрах), младший начсостав (летняя, вне службы), старшина милиции (летняя, вне службы (с 1937 г.))
- Форма милиции 1931-1937: начсостав в плаще-реглане (вне службы), младший начсостав в суконном шлеме, начсостав (при несении службы), лейтенант милиции (вне службы (с 1937 г.))
- Изменения в форме 1938-1939 гг. Н/С: лейтенант милиции в кителе(*), младший лейтенант милиции в летнем кителе, сержант милиции (ГАИ) в шерстяной гимнастерке, майор милиции (ТО) в летнем пальто-плаще, капитан милиции в зимней форме (вне строя)
- Изменения в форме 1938-1939 гг. Младший Н/С и рядовой состав: отделенный командир милиции в шерстяной гимнастерке (ТО), старший милиционер (ОРУД) в белой гимнастерке, старшина милиции в зимней форме,  старший милиционер (ОРУД) в шерстяной гимнастерке (с августа 1939 г.), отделенный командир милиции (ТО) в зимней форме (с августа 1939 г.)
- Форма одежды Н/С милиции 1940 г: инспектор милиции в шерстяной гимнастерке, старший лейтенант милиции в летней х-б форме, сержант милиции (ГАИ) в белой гимнастерке, старший лейтенант милиции в зимней форме (для строя), капитан милиции в зимней форме (вне строя)
- Форма одежды младшего Н/С и рядового составов милиции 1940 г.: старшина милиции в шерстяной гимнастерке, отделенный командир милиции (ОРУД) в летней х-б форме, старший милиционер в белой гимнастерке, милиционер (ОРУД) в зимней форме

```
*) Возможно, цвет кителя был с зелено-(серо)голубым оттенком.
```

### Киновоплощения
- Волга-Волга (1938)
- Подкидыш (1939)
- Живые и мёртвые (1964)
- По данным уголовного розыска (1980)
- Ленинград (2007)
- По законам военного времени (1 сезон)

## 1943—1947 гг.

### Погоны сотрудников милиции
В начале 1943 г. в Красной Армии были введены новые знаки различия (погоны) и соответствующим образом изменено обмундирование. Несколько позже, в том же месяце, обмундирование заменили и воинские части НКВД СССР. Указ Президиума Верховного Совета СССР о введении новых знаков различия для органов и войск НКВД, в том числе, милиции, был объявлен Приказом НКВД СССР № 103 от 11.02.1943 года., описание новых знаков различия и униформы было объявлено через неделю, Приказом НКВД СССР № 126 от 18.02.1943 года.
Изначально погоны для сотрудников милиции, как и в органах НКВД и НКГБ, планировались иной формы, нежели в РККА: у высшего начсостава (комиссаров милиции) погоны были бутылочной формы (как в органах и войсках НКВД), а у всех остальных сотрудников хотя и были пятиугольной формы имели ширину всего 4 см. Однако различные эксперименты в этой области закончились уже весной 1943 г. Комиссарам милиции установлены шестиугольные погоны из цельнотканого серебристого галуна с центральной (зигзагообразной) полосой бирюзового цвета. Пятиугольные погоны остальных сотрудников РКМ стали шире (5 см (Пр. НКВД № 305 от 28.04.1943 г.). Погоны среднего и старшего начсостава имели серебряный приборный металл. Звездочки на погонах — золотистые, цвета противоположного основному полю. Канты и просветы погон — бирюзовые.
Поле погон для младшего начсостава и рядового состава, а также курсантов тёмно-синего цвета (у сотрудников строевых подразделений, железнодорожных и водных отделов, и городских отделений милиции на погонах (кроме райотделов милиции (разъяснении ОБСП ГУМ НКВД СССР № 29/р1672 от 29.06.1943 г.)) — шифровки с обозначением отделения, отдела или службы, у некоторых управлений и служб — полагающаяся эмблема (например, перекрещённые французский ключ и молоток (ГАИ (с 29.03.1943 (Пр.№ 225)) или якорь (водная милиция (с июня 1943 г.)).
Таблица: Знаки различия сотрудников милиции образца 1943—1948 гг.
| Погоны | погон милиции 1953 | погон милиции 1953 | погон милиции 1953 | погон милиции 1953 | погон милиции 1953 | погон милиции 1953 |

| Средний и младший начальствующие и рядовой состав | Средний и младший начальствующие и рядовой состав | Средний и младший начальствующие и рядовой состав | Средний и младший начальствующие и рядовой состав | Средний и младший начальствующие и рядовой состав | Средний и младший начальствующие и рядовой состав | Средний и младший начальствующие и рядовой состав | Средний и младший начальствующие и рядовой состав | Средний и младший начальствующие и рядовой состав | Средний и младший начальствующие и рядовой состав | Средний и младший начальствующие и рядовой состав |
|                                                   | Средний начальствующий состав                     | Средний начальствующий состав                     | Средний начальствующий состав                     | Средний начальствующий состав                     | Младший начальствующий состав                     | Младший начальствующий состав                     | Младший начальствующий состав                     | Младший начальствующий состав                     | Рядовой состав                                    | Рядовой состав                                    |
|                                                   | Капитан милиции                                   | Старший лейтенант милиции                         | Лейтенант милиции                                 | Младший лейтенант милиции                         | Старшина милиции                                  | Старший сержант милиции                           | Сержант милиции                                   | Младший сержант милиции                           | Старший милиционер*)                              | Милиционер                                        |
| ------------------------------------------------- | ------------------------------------------------- | ------------------------------------------------- | ------------------------------------------------- | ------------------------------------------------- | ------------------------------------------------- | ------------------------------------------------- | ------------------------------------------------- | ------------------------------------------------- | ------------------------------------------------- | ------------------------------------------------- |
| Погоны                                            |                                                   |                                                   |                                                   |                                                   |                                                   |                                                   |                                                   |                                                   |                                                   |                                                   |

```
*) 
В Указе Президиума ВС СССР от 9 февраля 1943 года звание "старший милиционер" упразднялось и заменялось на "ефрейтор милиции", однако в Приказе НКВД СССР оно вновь встречается, как и в других документах.  Официально оно существует до 1960 года.
```

### Форма одежды РКМ образца 1943 г.

#### Повседневная форма
Изменения в знаках различия повлекли за собой изменения в форме одежды — аналогичные изменениям в армейской униформе. В целом, эти изменения сводились к следующему (Пр.№ 126 18.02.1943 г.).
- Гимнастёрка синего цвета а) для высшего, среднего и старшего начсостава: со стоячим воротником на двух малых пуговицах, застежка на трёх пуговицах с открытой планкой, обшлага с кантами бирюзового цвета, нагрудные карманы с клапанами на пуговицах; б) со стоячим воротником на двух малых пуговицах, застежка на трёх пуговицах с открытой планкой образца принятого в РККА (без нагрудных карманов), без кантов.
- Гимнастёрка летняя, белого цвета, для младшего начальствующего и рядового состава — покрой солдатского образца, принятого в РККА (без нагрудных карманов), без кантов.
- Китель для начальствующего состава, повседневный, однобортный синего цвета со стоячим воротником (аналогичный повседневному кителю офицеров и генералов РККА) с бирюзовыми кантами по воротнику и обшлагам; для комиссаров милиции — с гербовыми пуговицами; на летнее время — аналогичный китель белого цвета без кантов (носится с фуражкой с белым чехлом на тулье).
- Брюки-бриджи синего цвета (в сапоги) с бирюзовыми кантами (старший и средний начсостав) и лампасами (для комиссаров милиции); бриджи младшего начсостава и рядового состава — без канта.
- Брюки синего цвета навыпуск для высшего (с лампасами бирюзового цвета), старшего и среднего начсостава милиции (кантами бирюзового цвета).
- Шинель синего цвета образца 1940 г. с бирюзовыми петлицами с кантом (серебряным с серебряной гербовой пуговицей — для комиссаров милиции, тёмно-синим с золочёной большой пуговицей — для начсостава, малиновым с серебряной большой пуговицей — для рядового состава); для комиссаров милиции — на гербовых пуговицах, с кантом бирюзового цвета по воротнику, борту, обшлагам, клапанам карманов[11], хлястику; для всех остальных сотрудников — без окантовок.
- Фуражка существующего образца 1940 г. с кокардой существующего образца;
  - для комиссаров милиции — с филигранным ремешком серебряного цвета и специальной круглой золотой кокардой (по образцу общегенеральской РККА, с бирюзовой подложкой центрального медальона[12]).
- Папаха — для комиссаров милиции по образцу общегенеральской, серого каракуля с бирюзовым донцем с серебряным галуном.
- Кубанка — для начальствующего и рядового состава, коричневого меха цигейки с синим верхом, как указано в Приказе, существующего образца.

Повседневная форма одежды вне строя предполагала ношение брюк навыпуск и отсутствие снаряжения, хотя ношение последнего, как и ношение сапог и бриджей, допускалось; форма для строя — обязательно брюки в сапоги, поверх кителя, гимнастёрки, шинели — полевое снаряжение или ремень, в военное время или при непосредственном исполнении служебных обязанностей — с кобурой с личным табельным оружием. Также допускалось ношение летнего плащ-пальто комначсоставского образца, галош, при зимней форме начсоставу разрешалось носить фуражку вместо кубанки. Перчатки к повседневной форме — коричневые.

#### Парадная форма
Этот же февральский приказ 1943 г. вводил никогда не существовавшее до сих пор в милиции парадное обмундирование — хотя и с оговоркой: «Для городской милиции по особому перечню». До конца войны эта разновидность униформы встречалась эпизодически, только у комиссаров милиции. Реальный пошив и ношение парадной формы начались только после окончания Великой Отечественной войны, полного обеспечения текущих нужд в повседневном обмундировании и проведения основных мероприятий по укомплектованию органов милиции новыми кадрами из числа фронтовиков. Последним — особенно в провинции — как правило, разрешалось донашивать вещи с неистеченным сроком носки из комплектов армейского обмундирования — с милицейскими знаками различия и цветовой гаммой приборных цветов РКМ.
Парадная форма включала в себя следующие элементы:
а) фуражка комиссаров милиции общегенеральского образца с круглой кокардой и серебристым трунцаловым ремешком; околыш бирюзового, тулья — темно синего канты — красного цвета; шитьё на околыше — серебристое общегенеральского образца; фуражка остальных сотрудников идентична повседневной.
б) мундир комиссаров милиции синего цвета на шести гербовых пуговицах, покроя аналогичного парадному генеральскому в РККА обр. 1943 г. (без нагрудных карманов, с задними карманами на фалдах с листочками и пуговицами), но с фигурными обшлагами, с бирюзовым кантом по воротнику, борту, клапанам и обшлагам, с обрамлением воротника и обшлагов серебряным сутажем; на воротнике — серебряное шитьё из лавровых листьев, , на обшлагах — фигурный орнамент из трёх вышитых малых лавровых листьев, вписанных в ромб, образованный внутри фигурного мысика обшлага, аналогичное шитью комиссаров госбезопасности и генералов войск НКВД обр. 1943 г.;
в) мундир начальствующего состава милиции синего цвета на шести форменных пуговицах, покроя аналогичного мундиру комиссаров (без нагрудных карманов, с задними карманами на фалдах с листочками и пуговицами); кант по воротнику, борту, обшлагам (с мысками), фалдам; на воротнике на голубой петлице-параллелограмме серебристое шитьё в виде двух (старший начсостав) или одной (средний начсостав) одинарной «катушки» (аналогичное шитью в войсках НКВД и госбезопасности); на фигурных с мыском обшлагах серебром вышиваются две (старший начсостав) или одна (средний начсостав) крупная двойная «катушка» с просветом бирюзового цвета;
г) мундир младшего начальствующего и рядового состава милиции на шести форменных пуговицах белого металла, аналогичный мундиру высшего, старшего и среднего начсоставов (без нагрудных карманов, с задними карманами на фалдах с листочками и пуговицами); у рядовых без окантовки, у сержантов — окантовка по воротнику и обшлагам, на воротнике — бирюзовые петлицы-параллелограммы, у старшин и сержантов милиции — с тонким серебряным просветом; ношение мундира без поясного ремня не допускалось.
д) бриджи, сапоги, снаряжение — аналогично повседневному. К парадной форме полагались белые перчатки (замшевые или тканые).
СПРАВКА: На Параде Победы 24 июня 1945 г. сотрудники милиции в оцеплении на трибунах были облачены в некоторый «неуставной» вариант униформы (двубортные мундиры без шитья и петлиц на воротниках, белые перчатки, брюки навыпуск), запечатлённый кино- и фотохроникой, но не отражённый в известных нормативных документах. Из-за проливного дождя к концу мероприятия большинство сотрудников поверх мундиров надели непромокаемые плащ-палатки с капюшоном. Наличие двубортных мундиров в обмундировании московской милиции в 1945—1946 гг. подтверждают и другие кино-фотодокументы.

#### Нарукавные знаки регулировщиков движения
Изначально новая форма не предполагала ношение каких-либо нарукавных знаков (все существовавшие на тот момент знаки отменялись и их ношение не допускалось), однако уже в марте 1943 г. (Пр.№ 225) рядовым и сержантам — регулировщикам движения на правый рукав был установлен синий ромб с красной окантовкой и красными буквами «РУД».
В 1946 г. НКВД СССР был переименован в Министерство Внутренних дел (МВД) СССР, а РКМ — хотя формально это название не встречается в документах уже с начала 1940-х гг. — в Советскую милицию, сохранив ведомственное подчинение (Главное управление милиции (ГУМ) в составе МВД СССР).
ГАЛЕРЕЯ Форма одежды советской милиции образца 1943 г. (Реконструкция в соотв. с Приказом НКВД № 126 от 18.02.1943 г.)
- Комиссары милиции: парадная. Летняя: комиссар милиции 2 ранга (для строя, ранний вариант (зима-весна 1943 г.)), комиссар милиции 3 ранга (вне строя), комиссар милиции 1 ранга (вне строя, в плащ-пальто); зимняя: комиссар 3 ранга (для строя), комиссар третьего ранга (вне строя)
- Комиссары милиции: повседневная. Летняя: комиссар милиции 2 ранга (для строя, ранний вариант (зима-весна 1943 г.), комиссар милиции 2 ранга (вне строя), комиссар милиции 3 ранга (для строя); комиссар 2 ранга (вне строя); зимняя: комиссар 2 ранга (для строя), комиссар 1 ранга (вне строя)
- Старший и средний начсостав милиции: парадная. Летняя: старший лейтенант милиции (для строя), полковник милиции (вне строя); зимняя: подполковник милиции (для строя), лейтенант милиции (ГАИ) (вне строя)
- Старший и средний начсостав милиции: повседневная. Летняя: подполковник милиции (для строя), капитан милиции (ГАИ) (вне строя), младший лейтенант милиции (для строя), старший лейтенант милиции (вне строя), полковник милиции (вне строя, в плащ-пальто); зимняя: младший лейтенант милиции (для строя), полковник милиции (вне строя)
- Младший начсостав и рядовой состав. Летняя: Старшина милиции (парадная), милиционер (парадная), сержант милиции (повседневная), старший сержант милиции (водная милиция) (повседневная); зимняя: младший сержант милиции (парадная), ефрейтор милиции (повседневная)

### Киновоплощения
- Место встречи изменить нельзя (1979)
- Приступить к ликвидации (1983)
- По ту сторону волков (2002)
- Ликвидация (2007)
- Комиссарша (2017)
- По законам военного времени (3 сезон)
- Мур-Мур (2021)

## 1947—1958 гг.
Во второй половине 1940-х гг. развернулась серьёзная борьба за первенство между МВД (Министр — генерал-полковник С. Н. Круглов) и МГБ СССР (Министр — генерал-полковник В. С. Абакумов). Советская милиция в этом контексте рассматривалась как важная система обеспечения правопорядка, имеющая в своём составе такие специализированные структуры как уголовный розыск или ОБХСС, а также отделения по всей стране. 21 января 1947 г. транспортная милиция, подчинявшаяся ранее Главному управлению милиции (ГУМ) МВД СССР, была передана в ведение Транспортного управления (ТУ) МГБ СССР, занимающемуся, в основном, контрразведывательной оперативной работой на железных дорогах, воздушных и водных коммуникациях Советского Союза.

### Транспортная милиция и подразделения ГУО на железнодорожном и водном транспорте МГБ СССР
17 июня 1947 года секретным Постановлением СМ СССР № 2104-556сс в составе МГБ СССР создано Главное управление охраны на железнодорожном и водном транспорте (ГУО) под руководством генерал-лейтенанта А. А. Вадиса. В начале 1951 г. ГУО возглавил генерал-полковник С. А. Гоглидзе. Центральному Главку подчинялись отделения на местах.
Новая структура, в отличие от уже существующего Транспортного управления МГБ, должна была не только осуществлять функции по оперативно-чекистскому (контрразведывательному) обеспечению работы инфраструктуры транспорта, но и выполнять чисто милицейские задачи по охране общественного правопорядка на транспортных коммуникациях. После 19 июня 1947 г. в подчинение нового ГУО МГБ из ТУ перешла транспортная милиция, на базе которой были образованы два оперативно-войсковых подразделения: корпус охраны МГБ на железнодорожном транспорте и дивизия охраны МГБ на водном транспорте. Транспортная милиция как самостоятельная структура прекратила своё существование.
Командные кадры для корпуса и дивизии подбирались из начсостава бывшей транспортной милиции и из сотрудников транспортных органов МГБ СССР, а младший оперативный состав — из сержантов и старшин сверхсрочной службы милиции, а также органов и войск МВД/МГБ. Кандидаты должны были быть ростом не менее 170 см, а также были обязаны пройти серьёзную спецпроверку.
С переходом в систему МГБ сотрудники транспортной милиции получали статус военнослужащих и переаттестовывались с милицейских спецзваний на воинские звания. Это было связано с тем, что в системе госбезопасности ещё 9 июля 1945 г. Указом Президиума Верховного Совета СССР все спецзвания были переведены в армейские воинские звания, а сотрудники ГБ в соответствии с этим переаттестованы. Приравнивание к военнослужащим СА давало сотрудникам новой структуры целый ряд преимуществ перед обычными работниками милиции, оставшихся в подчинении ГУМ МВД СССР: как повышенное денежное содержание и улучшенное вещевое снабжение так и льготные условия выслуги лет. Звание «рядовой» или аналогичные ему в новой структуре не присваивались — низшим званием стало звание «младший сержант».
Приказом МГБ СССР № 00333 от 27 июня 1947 г. для военнослужащих ГУО МГБ СССР была установлена особая форма одежды, отличавшаяся как от существующего обмундирования милиции, так и от принятой униформы для Внутренних и Пограничных войск. Базовым цветом униформы стал чёрный (шерсть для высших офицеров, габардин — для старших офицеров, х/б и сукно для сержантов ГУО), приборным — малиновый, металл — золото (офицеры) и серебро (сержанты).
Новая форма состояла из следующих предметов.
- Погоны существующего в войсках МГБ и СА образца, шестиугольные, с золотой галунной основой, малиновыми кантами, просветами и белыми звёздами — у генералов и офицеров; пятиугольные, малиновые с чёрным кантом без шифровок и эмблем — у сержантов. Галун сержантских лычек серебряный.
- Фуражка с кантами и тульёй малинового цвета и околышем из чёрного бархата; у генералов — с кокардой генеральского образца и филигранным ремешком, у офицеров и сержантов — со звездой красноармейского образца, лакированным ремешком на золотых (офицеры) или серебряных (сержанты) пуговицах. На околыше парадной фуражки генералов — золотое шитьё из лавровых листьев по образцу общегенеральского.
- Папаха общегенеральского образца (у генералов — серого каракуля, с генеральской кокардой; у офицеров — чёрного каракуля; у сержантов чёрной мерлушки, малиновый колпак у генералов и офицеров обшит золотым сутажем, у сержантов — чёрным шнуром крест-накрест). В южных районах папаха сержантам не полагалась, с фуражкой носился башлык светло-коричневого сукна.
- Китель (только для генералов и офицеров) повседневный чёрного цвета, однобортный на пяти пуговицах (у генералов — на гербовых) общеармейского образца, воротник и обшлага с малиновой окантовкой.
- Мундир парадный, он же служебный, чёрного цвета, двубортный на шести пуговицах (у генералов — на гербовых) по образцу парадного кителя Внутренних и Пограничных войск, с малиновой окантовкой по воротнику, борту, обшлагам и клапанам задних карманов. У генералов — с золотым сутажным шнуром по воротнику и прямым обшлагам, золотым шитьём в виде золотых лавровых листьев общегенеральского образца на воротнике и обшлагах. У офицеров и сержантов — с золотой (у сержантов — серебряной) галунной обшивкой по верху воротника и фигурных обшлагов, пуговицы у сержантов — серебряные.
- Брюки-шаровары прямого покроя чёрного цвета с напуском в коленях, для ношения в сапоги: у генералов с малиновыми лампасами, у офицеров и сержантов — с малиновым кантом. При брюках носились чёрные сапоги (для генералов — шевровые, для офицеров — хромовые, а для сержантов — яловые, офицерского образца) со шпорами белого металла.
- Шинель — у генералов светло-серого цвета общегенеральского покроя с малиновыми петлицами с золотым кантом и золотыми гербовыми пуговицами, по воротнику, обшлагам, борту, клапанам боковых карманов, хлястику — малиновый кант, отвороты бортов выложены малиновым сукном. Шинель офицеров и сержантов — чёрного цвета на шести золочёных (у офицеров) или серебряных (у сержантов) пуговицах, покрой аналогичен шинелям Внутренних и Пограничных войск; на воротнике малиновые петлицы с чёрным кантом и золотой (у офицеров) или серебряной (у сержантов) пуговицей.
- Гимнастёрка чёрного цвета существующего образца — для сержантов для ношения вне службы.

К парадной форме офицеров и генералов полагался специальный пояс: для генералов золочёный, шитый, общегенеральского образца с металлической золочёной гербовой пряжкой, с золочёной плечевой портупеей; для офицеров — золочёный шитый, на крючках (по образцу общегенеральского 1943-1944 гг.) с плечевой портупеей. Не разрешалось ношение парадной формы без ремня, портупеи и пристегнутой шашки.
К повседневной форме полагался ремень с плечевой портупеей чёрной кожи и золочёной фурнитурой (для генералов — пряжка со звездой с серпом и молотом по центру, для офицеров — обычная прямоугольная двузубая), к которому на пассиках пристёгивалась шашка. При ношении кобуры с пистолетом обязательно полагался чёрный кожаный револьверный шнур.
Для всех видов формы сержантам полагался ремень чёрной кожи с прямоугольной пряжкой белого металла со штампованной звездой с серпом и молотом в центре. На плечевом ремне чёрной кожи с серебряной фурнитурой носилась шашка, а на ремне — кобура для пистолета или револьвера с красным револьверным шнуром. На всех видах обмундирования на правый рукав сержантам нашивались угловые шевроны серебряного и золотого галуна за выслугу лет.
Сапоги носились со всеми видами формы — без исключения; при парадной (служебной) — обязательно надевали шашку и шпоры.
Форма офицеров и генералов делилась на относительно самостоятельные парадную, повседневную и служебную, форма сержантов — на парадную (она же служебная) и повседневную.
```
Таблица:  
Знаки различия военнослужащих ГУО на железнодорожном и водном транспорте МГБ СССР обр. 1947 г.
```

| Погоны | погоны ту мгб ссср 1947 | погоны ту мгб ссср 1947 | погоны ту мгб ссср 1947 | погоны ту мгб ссср 1947 | погоны ту мгб ссср 1947 | погоны ту мгб ссср 1947 |

| Погоны | погоны ту мгб ссср 1947 | погоны ту мгб ссср 1947 | погоны ту мгб ссср 1947 | погоны ту мгб ссср 1947 | погоны ту мгб ссср 1947 | погоны ту мгб ссср 1947 | погоны ту мгб ссср 1947 | погоны ту мгб ссср 1947 |

ГАЛЕРЕЯ: Форма одежды личного состава ГУО на ж-д и водном транспорте МГБ СССР 1947—1952 гг. и транспортной милиции МГБ-МВД СССР 1952—1956 гг. (Реконструкция)
- Генералы. Летняя: генерал-лейтенант (парадная), генерал-полковник (повседневная, на службе); зимняя: генерал-майор (парадная), генерал-майор (повседневная, на службе), генерал-лейтенант (повседневная, вне службы)
- Офицеры. Летняя: полковник (парадная), лейтенант (повседневная, на службе), подполковник (повседневная); зимняя: майор (парадная), капитан (повседневная, на службе)
- Сержанты и старшины. Летняя: старшина (парадная (служебная)), старший сержант (повседневная, вне службы); зимняя: младший сержант (служебная), сержант (служебная (для южных республик и областей))
- Изменения в форме одежды 1952-1953 гг. Офицеры. Летняя: Лейтенант милиции (парадная форма), подполковник милиции (повседневная, вне службы), капитан милиции (повседневная, для районов с жарким климатом). Зимняя: полковник милиции (в папахе), прочие офицеры милиции (в кубанке)
- Изменения в форме одежды 1952-1953 гг. Сержанты и старшины[18]. Летняя: старший сержант милиции (служебная ), старший сержант милиции (повседневная, для районов с жарким климатом), старшина милиции (повседневная, вне службы); зимняя: младший сержант милиции

### Форма милиции образца 1947 г.
Приказом МВД СССР № 0553 от 12.09.1947 г. была существенно изменена униформа всех сотрудников милиции ГУМ МВД СССР. Новая форма одежды устанавливалась изначально для некоторых регионов и крупных городов, прежде всего, союзных республик; во всех остальных подразделениях территориальной милиции продолжали носить форму одежды образца 1943 г. Единая форма одежды милиции формально была установлена в 1950 г.
Базовый цвет обмундирования остался синим, однако бирюзовый прибор был полностью заменён красным. Металлы — золото (пуговицы, гарнитура) и серебро (поле погон, «столбики», «катушки», просветы и катушки петлиц). Общая гамма, таким образом, стала красно-синей. Остальные изменения заключались в следующем:
а) Погоны нового образца (размеры — как во Внутренних и Пограничных войсках и МГБ); шестиугольные, с серебристой галунной основой, красными кантами просветами и золотистыми звёздами — у комиссаров и начальствующего состава; пятиугольные; красные с тёмно-синим кантом (галун сержантских лычек серебряный) с жёлтыми трафаретными шифровками, указывающими № отделений или служб — у сержантов милиции и милиционеров.
б) Кокарда милиции нового образца: золотистой латуни выпуклой овальной формы, в центре — Герб СССР, ленты и звезда красной эмали, земной шар — синей, ободок вокруг Герба (подложка под Герб) — красной эмали, вокруг Герба глубокая рифлёная от центра к краям складчатая поверхность (для комиссаров и офицеров) или гладкая поверхность с неглубоким точечным рифлением (для сержантов милиции и милиционеров).
в) Фуражка с тульёй синего цвета, с кантами и околышем красного цвета; у комиссаров — с филигранным ремешком, у начсостава, сержантов милиции и милиционеров — с лакированным ремешком на золотых (начсостав милиции) или серебряных (сержанты милиции и милиционеры) пуговицах. Кокарда — установленного образца. На околыше парадной фуражки комиссаров — серебряное шитьё из лавровых листьев по образцу общегенеральского. Летом с белым кителем или гимнастёркой носится фуражка с белым чехлом.
г) Папаха для комиссаров милиции общегенеральского образца серого каракуля, с кокардой; красный колпак обшит золотым сутажем крест-накрест.
д) Шапка-кубанка для начсостава, сержантов милиции и милиционеров — чёрного каракуля или цигейки, донце синего цвета с красным шнуром крест-накрест.
е) Китель (только для комиссаров и начсостава) повседневный синего цвета, однобортный на пяти пуговицах (у комиссаров — на гербовых) общеармейского образца, воротник и обшлага с красной окантовкой. Летом разрешён китель белого цвета без окантовки.
ж) Мундир парадный (служебный (без петлиц) для сержантов милиции и милиционеров) синего цвета, двубортный на шести пуговицах (у комиссаров — на гербовых) — по образцу парадного кителя Внутренних и Пограничных войск, а также ГУО МГБ СССР; с красной окантовкой по воротнику, борту, обшлагам и клапанам задних карманов.
- У комиссаров — с серебряным сутажным шнуром по воротнику и прямым обшлагам, серебряным шитьём в виде лавровых листьев общегенеральского образца на воротнике и обшлагах.
- У начсостава — на окантованном воротнике на красной петлице серебряная петлица-катушка (у среднего начсостава одна, у старшего — две), на окантованном обшлаге серебряная катушка-столбик на красной подложке (у среднего комначсостава одна, у старшего — две).
- Для младшего начсотава на воротнике предусматривались суконные красные петлицы с серебряным галунным просветом[20].

з) Брюки-галифе синего цвета, у комиссаров с красными лампасами, у начсостава, сержантов милиции и милиционеров — с красным кантом. При брюках носились сапоги. Помимо этого летом разрешались синие брюки с кантами (или лампасами) навыпуск, с чёрными ботинками.
и) Шинель — у комиссаров светло-серого цвета общегенеральского покроя с красными петлицами с серебряным кантом и золотыми гербовыми пуговицами, по воротнику, обшлагам, борту, клапанам боковых карманов, хлястику — красный кант; шинель начсостава и сержантов — синего цвета на шести золочёных пуговицах, покрой аналогичен шинелям Внутренних и Пограничных войск и ГУО МГБ СССР, по воротнику, борту, карманам, обшлагам — красный кант, на воротнике красные петлицы с тёмно-синим кантом и золотой пуговицей.
к) Гимнастёрка синего цвета существующего образца — для младшего начсостава и рядовых. Летом разрешалось ношение гимнастёрки белого цвета.
Служебное обмундирование носилось только со снаряжением: с офицерским полевым коричневой кожи (с кобурой) или (для младшего начсостава и рядового состава — с латунной жёлтой пряжкой с глубоко чеканенным Гербом СССР; ремни образца 1940-х гг. имели двойную прострочку, изображение герба было более вытянутым, на гербах 1950-х гг. изображение приобрело большую окружность, однако сохранило 16 лент даже после ликвидации Карело-Финской ССР и соответствующим общим изменением государственного герба СССР) со специальным плечевым коричневой кожи, напоминающим пехотное снаряжение М-32, кобурой (для сержантов и рядовых — с револьверным шнуром красного цвета) и полевой сумкой.
К парадной форме для комиссаров милиции по приказу полагался «пояс», однако описание его в приказе отсутствовало. Офицерам к парадной строевой форме полагалось надевать обычный ремень коричневой кожи с двузубой рамочной пряжкой жёлтого металла, но без плечевого ремня; младший начсостав и рядовые носили с парадной формой полное снаряжение, поскольку именно в парадной форме — но, как правило, без наград — они и заступали на службу, за исключением случаев, оговариваемых приказами вышестоящих начальников. К парадной форме полагались белые перчатки (генералам и офицерам — замшевые, сержантам и рядовым трикотажные), однако их обязательное ношение ограничивалось только крупными городами и республиканскими или областными центрами, хотя и там, судя по кино-фотодокументам, чаще предпочитались перчатки коричневого цвета.
При повседневной форме вне несения службы и исполнения прямых служебных обязанностей начсостав мог носить брюки навыпуск и китель без ремня и снаряжения (с летним кителем оружие могло носиться под кителем), однако младшему начсоставу и рядовым с гимнастёркой всегда полагался ремень и брюки в сапоги.
Для начсостава вне строя было установлено летнее пальто двубортное серого цвета (по образцу пальто офицеров СА, погоны (нашивные) и петлицы — как на шинели).
ГАЛЕРЕЯ. Форма одежды советской милиции образца 1947 г. (Реконструкция)
- Парадная комиссаров милиции. Летняя: комиссар милиции 1 ранга (для строя), комиссар 2 ранга милиции (вне строя), комиссар милиции 3 ранга (вне строя, в плащ-пальто); зимняя: комиссар милиции 3 ранга (для строя), комиссар милиции 2 ранга (внес строя)
- Повседневная комиссаров милиции. Летняя: комиссар милиции 3 ранга (вне строя), комиссар милиции 2 ранга (для строя, без снаряжения), комиссар милиции 3 ранга (вне строя, в белом кителе); зимняя: комиссар милиции 1 ранга (для строя), комиссар милиции 3 ранга (вне строя)
- Парадная среднего и старшего начсостава милиции. Летняя: подполковник милиции (ГАИ) (для строя), капитан милиции (вне строя), младший лейтенант милиции (для строя, при несении постовой службы); зимняя: старший лейтенант милиции (ГАИ) (для строя), подполковник милиции (вне строя)
- Повседневная среднего и старшего начсостава милиции. Летняя: майор милиции (для строя), капитан милиции (вне строя), полковник и младший лейтенант милиции (вне строя, в белом кителе), младший лейтенант милиции (вне строя, в плащ-пальто); зимняя: капитан милиции (для строя), майор милиции (вне строя)
- Парадная и повседневная младшего начсостава и рядового состава.Летняя: старшина милиции (парадная), старший сержант милиции (парадная, при несении службы - со снаряжением среднего и старшего начсостава), милиционер (повседневная), сержант милиции (повседневная, вне строя), младший сержант милиции (повседневная); зимняя: старший сержант милиции (парадная), старшина милиции (повседневная)

#### Изменения конца 1940-х – начала 1950-х гг.
В соответствии с постановлением СМ СССР № 4723-1815сс от 13 октября 1949 года, объявленного приказом МВД/МГБ СССР № 00968/00334 от 17 октября 1949 г. Главное управление милиции (ГУМ) было передано из МВД СССР в МГБ СССР. Таким образом, вся милиция полностью перешла под контроль МГБ и стала одной из его структур.
Приказом МГБ СССР № 0155 от 30.10.1950 г. была объявлена единая форма одежды офицерского и рядового состава милиции всего Советского Союза.
Летом 1952 г. Министр государственной безопасности СССР С. Д. Игнатьев выступил с инициативой расформирования корпуса и дивизии ГУО на железнодорожном и водном транспорте МГБ СССР и воссоздания в структуре МГБ Управления Транспортной милиции. Указом Президиума Верховного Совета СССР от 21.08.1952 г. воинские звания всех сотрудников подразделений ТМ МГБ (как и МГБ в целом) были отменены, вместо них установлены специальные звания милиции. В соответствии с этим, Приказом МГБ СССР № 00294 от 26 августа 1952 г., для соблюдения единообразия с общемилицейской формой, в обмундирование и знаки различия военнослужащих ГУО МГБ СССР вносились следующие изменения:
- отменялось ношение кавалерийских шашек, шпор, револьверных шнуров и нарукавных шевронов для сержантов;
- золотой галунный прибор погонов офицеров заменялся на серебряный, установленный для милиции; взамен галунов на воротнике и обшлагах парадных мундиров вводились знаки, установленные для начсостава («катушки», «столбики») и младшего (галунные полоски-просветы) начсостава милиции, на малиновом подбое;
- вместо шаровар устанавливались брюки в сапоги; личному составу, несущему службу в районах с жарким климатом, было разрешено ношение суконных брюк навыпуск;
- всему личному составу (кроме полковников) устанавливалось ношение меховой шапки-кубанки с малиновым верхом; отменялось ношение папахи в северных районах и фуражек с башлыком в остальных районах; на головных уборах взамен красноармейской звезды вводилась кокарда милицейского образца;
- на кителях, брюках, бриджах, шинелях и мундирах устанавливалась малиновая окантовка по образцу милицейской окантовки[23];
- для личного состава вводились плащ, белый китель, белая гимнастёрка и белый чехол на фуражку[15].

Переход к новой форме одежды Транспортной милиции и переаттестацию кадров планировалось завершить к концу 1953 г. — по окончании сроков носки старого обмундирования, однако некоторые изменения были осуществлены практически сразу. Кино-фотодокументы показывают, что уже осенью 1952 г. некоторые сотрудники ТМ МВД носили мундиры образца 1947 г., но со споротыми галунами, а также погоны армейского, а не милицейского образца, сменив, однако, при этом звездочки на фуражках на милицейские кокарды.
Были сделаны и шаги в направлении «облегчения» всей милицейской формы и избавления её от излишних и часто бесполезных элементов. Так Приказом МГБ СССР № 15 от 17.01.1953 г. был снят со снабжения шнур револьверный из красного гаруса для рядового и младшего начальствующего состава милиции.
5 марта 1953 года умер И. В. Сталин. В этот же день на совместном заседании ЦК КПСС, Совета Министров СССР и Президиума Верховного Совета СССР решено об объединить МГБ и МВД в общее ведомство — МВД СССР — под руководством Маршала Советского Союза Л. П. Берии. ГУМ вновь оказалось в составе МВД. Главное управление охраны МГБ на транспорте (Управление транспортной милиции МГБ СССР) было ликвидировано, его функции разделены между 6-м (Транспортным) управлением МВД СССР (контрразведывательное обеспечение предприятий всех видов транспорта), и Управлением транспортной милиции ГУМ МВД СССР (обеспечение правопорядка на железнодорожных и водных магистралях). Через год при новом разделении единого МВД на два самостоятельных ведомства — МВД СССР и КГБ СССР — милиция была полностью отнесена к ведомству МВД. Однако особая форма транспортной милиции продолжала существовать и активно использоваться ещё почти два года, несмотря на то, что оперначсоставу предписывалось сразу перейти на ношение милицейской формы. Только Приказом МВД СССР № 193 от 27.03.1956 транспортной милиции, отделам регулирования уличного движения, и службам безопасности движения устанавливалась общая для всей милиции форма одежды, но с сохранением фуражек с малиновыми тульями и чёрными околышами (они использовались некоторое время даже после реформы обмундирования 1958 года). История чёрной униформы транспортной милиции была на этом окончательно завершена.
Тем же Приказом МВД СССР № 193 была отменена окантовка на шинелях всех сотрудников милиции, кроме комиссаров милиции.
Приказом МВД СССР № 437 от 12.06.1957 для личного состава ОРУД (отдела регулирования уличного движения), ОБД (отдела безопасности движения) и транспортной милиции установлены нарукавные отличительные знаки.
Нарукавный знак представлял собой ромб синего цвета с красной окантовкой. В центре ромба крепилась латунная металлическая буква жёлтого цвета для личного состава ОРУД и ОБД — «Р», для транспортной милиции — «Т».
В 1955 г. в органах МВД (по примеру Министерства обороны СССР) вводится классная квалификация — по степени освоения сотрудниками МВД военно-учётных специальностей — с обязательным ношением квалификационных знаков с соответствующим номером на щитке. Знаки изменят свой внешний вид в 1978 году.
Таблица: Знаки различия сотрудников милиции обр. 1947 г.
| Погоны | погон милиции 1947 | погон милиции 1947 | погон милиции 1947 |

| Погоны | погон милиции 1947 | погон милиции 1947 | погон милиции 1947 | погон милиции 1947 | погон милиции 1947 | погон милиции 1947 | погон милиции 1947 |

| Погоны | погон милиции 1947 | погон милиции 1947 | погон милиции 1947 | погон милиции 1947 | погон милиции 1947 | погон милиции 1947 |

```
Нарукавные знаки личного состава ОРУД и ОБД и транспортной милиции (1957—1961 гг.)
```

|                  | Личный состав ОРУД и ОБД | Личный состав транспортной милиции |
| ---------------- | ------------------------ | ---------------------------------- |
| Нарукавные знаки | нз 1957                  | нз 1957                            |

### Киновоплощения
- Мы с вами где-то встречались (1954)
- Дело Румянцева (1956)
- Старик Хоттабыч (1956)
- Девушка без адреса (1957)
- Ночной патруль (1957)
- Улица полна неожиданностей (1957)
- Дело «пестрых» (1958)
- Неподдающиеся (1959)
- Москва слезам не верит (1979)
- Холодное лето пятьдесят третьего… (1987)

## 1960-е гг.
Во второй половине 1950-х гг. реформирование органов внутренних дел продолжилось: из состава МВД СССР было выделено Министерство Внутренних дел РСФСР (МВД союзных республик уже существовали до этого), вводилось двойное подчинение УВД (ОВД) на местах — центральному (республиканскому) министерству и местным Советам. Введение новой формы для личного состава милиции совпало, таким образом, с условным пиком данных преобразований.

### 1958 г.
Приказом МВД СССР № 10 от 03.01.1958 г., подписанным Министром Н. П. Дудоровым, были внесены очередные изменения в форму одежды милиции, частично повторявшие изменения форменной одежды Советской Армии, а также Внутренних и Пограничных войск и личного состава КГБ при СМ СССР того же 1958 г. Приказом МВД СССР № 610 от 17.09.1958 г. были введены в действие Правила ношения формы одежды начальствующим и рядовым составом милиции МВД СССР.
Устанавливались следующие предметы и элементы униформы.
а) Китель открытый однобортный (на четырёх золочёных пуговицах) синего цвета с боковыми карманами с клапанами, с красной окантовкой воротника и обшлагов — для всего начальствующего состава милиции;
- для комиссаров милиции при парадной (выходной) форме — на воротнике серебристое шитьё лавровыми ветвями (как у генералов Советской Армии и внутренней службы, но уменьшенного под воротник размера и технологически проще) и серебристый сутажный кант по воротнику, такая же сутажная окантовка по обшлагам, с шитьём лавровыми ветвями (по обр. 1947 г.);
- для комиссаров милиции при повседневной форме — упрощённое серебристое шитьё лавровых ветвей на концах воротника;
- для остальных сотрудников милиции — без шитья и петлиц;

б) Погоны нового образца к открытому кителю: пришивные, пятиугольные, со скошенным верхом; галуны, расцветки, расположение и цвет знаков различия — без изменений;
в) Погоны нового образца к рубашке (для ношения в жаркое время без кителя) — шестиугольные, пристяжные, голубого цвета, без окантовок, просветы — красного цвета, звездочки жёлтого металла, прибор галуна сержантов и курсантов — серебристо-белый; знаки полагались только на погоны сотрудников ГАИ — традиционная техническая эмблема перекрещённых французского ключа и молотка;
г) Китель закрытый синего цвета по образцу 1943 г. для начальствующего состава — зимний (с окантовкой стоячего воротника и обшлагов) и летний (без окантовок). Данный китель был предназначен для ношения в сельской и горной местности, в условиях Севера или тайги (только с брюками в сапоги). Для ношения летом разрешался белый китель того же покроя, что и синий, без кантов, с фуражкой с белым чехлом;
д) Рубашка голубого цвета с галстуком синего цвета (нижний край — навыпуск), без карманов — для ношения с открытым кителем; в жаркое время разрешалось ношение рубашки без кителя с пристегнутыми погонами;
е) Брюки-бриджи для ношения в сапоги, синего цвета, с красными лампасами (для комиссаров) и кантами; для выходной формы — брюки синего цвета с лампасами и кантами, навыпуск, с ботинками.
ж) Фуражка существующего образца с кокардами по категориям личного состава; у комиссаров милиции парадная фуражка с серебряным шитьём по козырьку, специальной серебряной кокардой и цветным щитком, а вместо филигранного ремешка — тонкий ремешок с серебряным шитьем рисунка, аналогичного генеральскому;
- для транспортной милиции сохраняется фуражка с чёрным околышем, малиновой тульёй и черными кантами.

з) Шинель для комиссаров милиции серого цвета с установленной окантовкой 1947 г. На воротнике — красные петлицы с серебряным кантом и шитьём в виде серебряных листьев (как у генералов Советской Армии и внутренней службы).
и) Папаха комиссаров — без изменений, на её основе вводится папаха для полковников — с синим донцем, обшитым серебристым шнуром; для всех остальных сотрудников на зимнее время установлена шапка-ушанка чёрного меха, с соответствующей кокардой; покрой шинели для остальных сотрудников милиции (как и знаки отличия и различия к ней) не изменился.
к) Устанавливалось летнее пальто для комиссаров (на воротнике шинельные петлицы) и летний плащ для начсостава. Для всего личного состава вводится плащ-накидка армейского образца.
Для сотрудников женщин устанавливался открытый китель синего цвета; закрытый китель тёмно-синего цвета (традиционного покроя), для летней формы — белого цвета, с синим беретом (с кокардой) и юбкой; шинель общего образца с соответствующими изменениями.
Для регулировщиков движения сохранялись существующие нарукавные знаки.
Снаряжение коричневой лакированной кожи для начальствующего и рядового состава оставалось без изменений.
Правила ношения, введённые в сентябре 1958 г. (Пр. № 610 от 17.09.1958), за подписью и. о. министра внутренних дел СССР генерал-полковника Переветкина, достаточно жёстко регламентировали сочетание различных предметов и элементов униформы. Так для комиссаров милиции существовало несколько летних и две зимние униформы:
Летняя выходная: в парадном (выходном)открытом кителе синего цвета, рубашке голубого цвета с галстуком синего цвета, фуражке с серебряным шитьём на околыше и козырьке, синих брюках навыпуск с лампасами, ботинках чёрного цвета.
Зимняя выходная: китель открытый и брюки навыпуск синего цвета, папаха серого цвета, шинель для комиссаров милиции стального цвета.
Лентяя повседневная № 1: в повседневном открытом кителе синего цвета, рубашке голубого цвета с галстуком синего цвета, фуражке для комиссаров милиции, синих брюках с лампасами, в сапогах.
Летняя повседневная № 2: в повседневном открытом кителе синего цвета, рубашке голубого цвета с галстуком синего цвета, фуражке для комиссаров милиции, брюках навыпуск с лампасами, ботинках чёрного цвета.
Летняя повседневная № 3: в открытом кителе белого цвета (Пр.№ 556 от 01.08.1959 г.) рубашке белого цвета с галстуком бежевого цвета, фуражке для комиссаров милиции с белым чехлом, брюках навыпуск с лампасами, ботинках чёрного цвета.
Зимняя повседневная: китель открытый и брюки синего цвета в сапоги, папаха серого цвета, шинель для комиссаров милиции стального цвета.
Ношение снаряжение или ремня комиссарами милициями не предусматривалось, хотя на рисунке в Правилах при Летней выходной форме изображён серебряный шитый пояс комиссаров милиции, официально введённый только в 1965 г.
Для начальствующего и рядового состава картина была несколько проще, поскольку выходная форма Правилами ношения не предусматривалась.
Летняя повседневная № 1: в повседневном открытом кителе синего цвета, рубашке голубого цвета с галстуком синего цвета, фуражке, синих с красным кантом брюках навыпуск, чёрных ботинках.
Летняя повседневная № 2: в повседневном закрытом кителе синего цвета без кантов, фуражке, синих с красным кантом брюках навыпуск, чёрных ботинках. Для сотрудников женщин — в синем или белом закрытом кителе.
Летняя повседневная № 3: в повседневном закрытом кителе белого цвета без кантов, фуражке с белым чехлом, синих с красным кантом брюках навыпуск, чёрных ботинках. Для сотрудников-женщин — не предусмотрена.
Зимняя повседневная: китель закрытый с окантовкой воротника и обшлагов и брюки синего цвета в сапоги, для полковников — папаха серого цвета, для остальных сотрудников — шапка ушанка чёрного цвета, шинель установленного образца синего цвета со снаряжением тёмно-коричневой лакированной кожи.
Ношение сапог строго предусматривалось только зимней формой или «особыми условиями», однако для инспекторов ДД (ГАИ-ОРУД) при использовании мотоциклов ношение бриджей в сапоги было обязательным при любой форме.
Гимнастёрка как элемент униформы упразднялась.
В следующем году (Пр.№ 556 от 01.08.1959 г.) будет дополнительно введена летняя форма № 4 (на деле — как облегчённый вариант формы № 3) фуражка с белым чехлом (чехол как обязательный элемент отменён Пр. МООП РСФСР 481 от 16.07.1964 г.), рубашка голубого цвета с погонами того же цвета с галстуком, без открытого кителя, брюки навыпуск тёмно-синего цвета, ботинки или полуботинки.
```
Таблица: Знаки различия сотрудников милиции обр. 1958 г.
```

| Погоны | погоны мвд 1965 | погон милиции мвд ссср | погоны мвд 1965 | погон милиции мвд ссср | погоны мвд 1965 | погон милиции мвд ссср |

| * Старший и средний начальствующий состав (к открытому и закрытому кителю, шинели) | * Старший и средний начальствующий состав (к открытому и закрытому кителю, шинели) | * Старший и средний начальствующий состав (к открытому и закрытому кителю, шинели) | * Старший и средний начальствующий состав (к открытому и закрытому кителю, шинели) | * Старший и средний начальствующий состав (к открытому и закрытому кителю, шинели) | * Старший и средний начальствующий состав (к открытому и закрытому кителю, шинели) | * Старший и средний начальствующий состав (к открытому и закрытому кителю, шинели) | * Старший и средний начальствующий состав (к открытому и закрытому кителю, шинели) | * Старший и средний начальствующий состав (к открытому и закрытому кителю, шинели) | * Старший и средний начальствующий состав (к открытому и закрытому кителю, шинели) | * Старший и средний начальствующий состав (к открытому и закрытому кителю, шинели) |                        |                           |                           |
| Полковник милиции                                                                  | Полковник милиции                                                                  | Подполковник милиции                                                               | Подполковник милиции                                                               | Майор милиции                                                                      | Майор милиции                                                                      | Капитан милиции                                                                    | Капитан милиции                                                                    | Старший лейтенант милиции                                                          | Старший лейтенант милиции                                                          | Лейтенант милиции                                                                  | Лейтенант милиции      | Младший лейтенант милиции | Младший лейтенант милиции |
| ---------------------------------------------------------------------------------- | ---------------------------------------------------------------------------------- | ---------------------------------------------------------------------------------- | ---------------------------------------------------------------------------------- | ---------------------------------------------------------------------------------- | ---------------------------------------------------------------------------------- | ---------------------------------------------------------------------------------- | ---------------------------------------------------------------------------------- | ---------------------------------------------------------------------------------- | ---------------------------------------------------------------------------------- | ---------------------------------------------------------------------------------- | ---------------------- | ------------------------- | ------------------------- |
| погон милиции мвд ссср                                                             | погон милиции мвд ссср                                                             | погон милиции мвд ссср                                                             | погон милиции мвд ссср                                                             | погон милиции мвд ссср                                                             | погон милиции мвд ссср                                                             | погон милиции мвд ссср                                                             | погон милиции мвд ссср                                                             | погон милиции мвд ссср                                                             | погон милиции мвд ссср                                                             | погон милиции мвд ссср                                                             | погон милиции мвд ссср | погон милиции мвд ссср    | погон милиции мвд ссср    |

| Младший начальствующий и рядовой состав (к открытому и закрытому кителю и шинели) | Младший начальствующий и рядовой состав (к открытому и закрытому кителю и шинели) | Младший начальствующий и рядовой состав (к открытому и закрытому кителю и шинели) | Младший начальствующий и рядовой состав (к открытому и закрытому кителю и шинели) | Младший начальствующий и рядовой состав (к открытому и закрытому кителю и шинели) | Младший начальствующий и рядовой состав (к открытому и закрытому кителю и шинели) | Младший начальствующий и рядовой состав (к открытому и закрытому кителю и шинели) | Младший начальствующий и рядовой состав (к открытому и закрытому кителю и шинели) | Младший начальствующий и рядовой состав (к открытому и закрытому кителю и шинели) | Младший начальствующий и рядовой состав (к открытому и закрытому кителю и шинели) | Младший начальствующий и рядовой состав (к открытому и закрытому кителю и шинели) |                        |
| Старшина милиции*)                                                                | Старшина милиции*)                                                                | Старший сержант милиции                                                           | Старший сержант милиции                                                           | Сержант милиции                                                                   | Сержант милиции                                                                   | Младший сержант милиции                                                           | Младший сержант милиции                                                           | Старший милиционер*)                                                              | Старший милиционер*)                                                              | Милиционер                                                                        | Милиционер             |
| --------------------------------------------------------------------------------- | --------------------------------------------------------------------------------- | --------------------------------------------------------------------------------- | --------------------------------------------------------------------------------- | --------------------------------------------------------------------------------- | --------------------------------------------------------------------------------- | --------------------------------------------------------------------------------- | --------------------------------------------------------------------------------- | --------------------------------------------------------------------------------- | --------------------------------------------------------------------------------- | --------------------------------------------------------------------------------- | ---------------------- |
| погон милиции мвд ссср                                                            | погон милиции мвд ссср                                                            | погон милиции мвд ссср                                                            | погон милиции мвд ссср                                                            | погон милиции мвд ссср                                                            | погон милиции мвд ссср                                                            | погон милиции мвд ссср                                                            | погон милиции мвд ссср                                                            | погон милиции мвд ссср                                                            | погон милиции мвд ссср                                                            | погон милиции мвд ссср                                                            | погон милиции мвд ссср |

```
*) 
До 1965 г.; Старший милиционер - отменён с 1960 г.
```

| Погоны к летней рубашке | Погоны к летней рубашке       | Погоны к летней рубашке       | Погоны к летней рубашке       | Погоны к летней рубашке       | Погоны к летней рубашке       | Погоны к летней рубашке       | Погоны к летней рубашке       | Погоны к летней рубашке       | Погоны к летней рубашке       | Погоны к летней рубашке       |                               |                        |                        |
|                         | Старший начальствующий состав | Старший начальствующий состав | Старший начальствующий состав | Средний начальствующий состав | Средний начальствующий состав | Средний начальствующий состав | Средний начальствующий состав | Младший начальствующий состав | Младший начальствующий состав | Младший начальствующий состав | Младший начальствующий состав | Рядовой состав         | Рядовой состав         |
| ----------------------- | ----------------------------- | ----------------------------- | ----------------------------- | ----------------------------- | ----------------------------- | ----------------------------- | ----------------------------- | ----------------------------- | ----------------------------- | ----------------------------- | ----------------------------- | ---------------------- | ---------------------- |
|                         | погон милиции мвд ссср        | погон милиции мвд ссср        | погон милиции мвд ссср        | погон милиции мвд ссср        | погон милиции мвд ссср        | погон милиции мвд ссср        | погон милиции мвд ссср        | погон милиции мвд ссср        | погон милиции мвд ссср        | погон милиции мвд ссср        | погон милиции мвд ссср        | погон милиции мвд ссср | погон милиции мвд ссср |

### 1961 г.
13 января 1960 года изрядно ослабленное административными перестановками Министерство внутренних дел СССР было окончательно упразднено. Управления милиции передавались в министерства внутренних дел союзных республик. МВД РСФСР успело ввести несколько важных новшеств в обмундирование милиции, в частности, в плане удешевления униформы в производстве — однако следует помнить, что реализовывались эти нововведения не в союзном, а республиканском масштабе:
- для всего личного состава милиции на головной убор вводилась кокарда единого образца, установленная для старшего и среднего начсостава (Пр. № 70 от 16.02.1961);
- отменялось ношение личным составом транспортной милиции суконной фуражки с малиновым верхом, вводилось ношение фуражки общемилицейского образца;
- упразднялись отличительные нарукавные знаки на форменной одежде личного состава транспортной милиции, ОРУД и ОБД (Пр. № 483 от 07.10.1961).
- для личного состава ОРУД—ГАИ, несущего службу на постах регулирования и наблюдения введено снаряжение (а также рукавицы, краги нарукавные на шинель и китель, кобура) — белого цвета (Пр. № 503 от 18.10.1961).
- отменялась окантовка кителей (кроме комиссаров милиции) личного состава и погон младшего начальствующего и рядового состава (Пр. № 691 от 07.12.1961).

30 августа 1962 года Президиум Верховного Совета РСФСР преобразовал Министерство внутренних дел РСФСР в Министерство охраны общественного порядка (МООП) РСФСР. Аналогичные указы приняты во всех союзных и автономных республиках СССР. Это был апофеоз децентрализации функций ведомства внутренних дел. Однако уже к середине 1960-х гг. возникает обратное движение — к формированию единой общесоюзной структуры охраны общественной безопасности и правопорядка.

### 1965 г.
Приказом МООП РСФСР № 365 от 11.05.1965 г. в существующую форму одежды, де-юре — в РСФСР, а фактически — по всему Союзу, были внесены следующие изменения:
а) отменены закрытые зимний и летний кители синего и белого цветов; во всех случаях, предусматривающих ношение закрытых кителей, носится только единый повседневный открытый китель существующего образца
б) повседневный китель, единый для всех сотрудников — с красными петлицами-параллелограммами на воротнике с золотистыми латунными эмблемами вверху петлицы (предварительное следствие — щит с мечами (аналогично общей эмблеме юстиции), ГАИ (кроме регулировщиков дорожного движения и служб организации ДД) — французский ключ и молоток, все остальные — герб СССР);
- погоны среднего и старшего начсостава синие/васильковые пришивные пятиугольные или съёмные шестиугольные, с полем с имитацией тканого галуна, с красными просветами и золотистыми звёздами существующего образца; погоны сержантов и рядовых — пятиугольные, пришивные, красного цвета без кантов с белыми лычками, или аналогичные шестиугольные съёмные; погоны курсантов милиции — с тёмно-синей окантовкой;
- повседневный китель комиссаров милиции — без изменений;

в) введён парадно-выходной китель для всех сотрудников, кроме комиссаров милиции — с красными с латунной окантовкой петлицами-параллелограммами на воротнике с эмблемами вверху петлицы; погоны к парадному кителю — пятиугольные, нашивные серебристые с красным кантом у офицеров (начальствующего состава), красные у старшин, сержантов, курсантов и рядовых;
- парадно-выходной китель комиссаров милиции — без изменений;

г) введена парадно-выходная фуражка для всех сотрудников — с филигранным ремешком и специальной кокардой с эмблемой серебристого цвета;
- повседневная единая золотистая овальная кокарда осталась с тем же рисунком;
- парадная фуражка комиссаров милиции не изменилась;

д) для комиссаров милиции к парадной форме введён серебристый тканый пояс с гербовой золотой пряжкой, по конструкции аналогичный генеральскому;
е) в жаркое время установлено ношение серых или сине-серых, сизых, рубашек поверх брюк, (с 1968—1969 гг. — с нагрудными карманами на клапанах с пуговицами), с серым (позже — тёмно-серым) галстуком-самовязом и пристяжными шестиугольными погонами в тон рубашки для офицеров, сержантов, курсантов и рядовых (галун лычек на погонах сержантов и старшин — серебристо-белый, просветы — красные, звездочки — установленного образца); на погоны помимо знаков различия крепится соответствующая латунная эмблема (как на петлицах);
ж) дополнительно для сотрудников милиции вводятся:
- двубортный плащ-пальто синего цвета прорезиненный, с погонами и петлицами;
- летнее двубортное пальто для комиссаров милиции серого цвета на четырёх гербовых пуговицах, повторяющее общегенеральское;
- в 1967 г. комиссарам и полковникам милиции в дополнение к папахам установлены овчинные и цигейковые шапки-ушанки, а также плащи, аналогичные уже существующим для личного состава;

з) шинель, обувь, брюки с лампасами (для комиссаров) и кантами, снаряжение — без изменений; на шинельных петлицах эмблема как на петлицах кителя. На все зимние головные уборы установлена единая кокарда без эмблемы.
26 июля 1966 г. Указом Президиума Верховного Совета СССР «О создании Союзно-республиканского министерства охраны общественного порядка СССР» было восстановлено централизованное управление органами милиции в масштабе страны (МООП СССР и ГУМ в его составе), а уже 17 сентября 1966 г. кресло Министра занял новый руководитель — генерал-полковник Н. А. Щелоков.
В этот же день Президиум Верховного Совета РСФСР упразднил Министерство охраны общественного порядка РСФСР в связи с возложением его функций на МООП СССР. Впрочем, Министерства охраны общественного порядка других союзных республик и автономных республик на какое-то время продолжили своё существование.
```
Таблица: Знаки различия сотрудников милиции обр. 1965 г.
```

| Погоны | погоны мвд 1965 | погон милиции мвд ссср | погоны мвд 1965 | погон милиции мвд ссср | погоны мвд 1965 | погон милиции мвд ссср |

|                  | Старший начальствующий состав | Старший начальствующий состав | Старший начальствующий состав | Средний начальствующий состав | Средний начальствующий состав | Средний начальствующий состав | Средний начальствующий состав |
|                  | Полковник милиции             | Подполковник милиции          | Майор милиции                 | Капитан милиции               | Старший лейтенант милиции     | Лейтенант милиции             | Младший лейтенант милиции     |
| погоны пришивные | погон милиции мвд ссср        | погон милиции мвд ссср        | погон милиции мвд ссср        | погон милиции мвд ссср        | погон милиции мвд ссср        | погон милиции мвд ссср        | погон милиции мвд ссср        |
| погоны съёмные   | погон милиции мвд ссср        | погон милиции мвд ссср        | погон милиции мвд ссср        | погон милиции мвд ссср        | погон милиции мвд ссср        | погон милиции мвд ссср        | погон милиции мвд ссср        |

```
*) 
Показаны цельнотканые погоны с имитацией галуна.
```

| Старший и средний начальствующий состав (к летней рубашке и парадно-выходному кителю) | Старший и средний начальствующий состав (к летней рубашке и парадно-выходному кителю) | Старший и средний начальствующий состав (к летней рубашке и парадно-выходному кителю) | Старший и средний начальствующий состав (к летней рубашке и парадно-выходному кителю) | Старший и средний начальствующий состав (к летней рубашке и парадно-выходному кителю) | Старший и средний начальствующий состав (к летней рубашке и парадно-выходному кителю) | Старший и средний начальствующий состав (к летней рубашке и парадно-выходному кителю) | Старший и средний начальствующий состав (к летней рубашке и парадно-выходному кителю) | Старший и средний начальствующий состав (к летней рубашке и парадно-выходному кителю) | Старший и средний начальствующий состав (к летней рубашке и парадно-выходному кителю) | Старший и средний начальствующий состав (к летней рубашке и парадно-выходному кителю) |                        |                           |                           |
| Полковник милиции                                                                     | Полковник милиции                                                                     | Подполковник милиции                                                                  | Подполковник милиции                                                                  | Майор милиции                                                                         | Майор милиции                                                                         | Капитан милиции                                                                       | Капитан милиции                                                                       | Старший лейтенант милиции                                                             | Старший лейтенант милиции                                                             | Лейтенант милиции                                                                     | Лейтенант милиции      | Младший лейтенант милиции | Младший лейтенант милиции |
| ------------------------------------------------------------------------------------- | ------------------------------------------------------------------------------------- | ------------------------------------------------------------------------------------- | ------------------------------------------------------------------------------------- | ------------------------------------------------------------------------------------- | ------------------------------------------------------------------------------------- | ------------------------------------------------------------------------------------- | ------------------------------------------------------------------------------------- | ------------------------------------------------------------------------------------- | ------------------------------------------------------------------------------------- | ------------------------------------------------------------------------------------- | ---------------------- | ------------------------- | ------------------------- |
| погон милиции мвд ссср                                                                | погон милиции мвд ссср                                                                | погон милиции мвд ссср                                                                | погон милиции мвд ссср                                                                | погон милиции мвд ссср                                                                | погон милиции мвд ссср                                                                | погон милиции мвд ссср                                                                | погон милиции мвд ссср                                                                | погон милиции мвд ссср                                                                | погон милиции мвд ссср                                                                | погон милиции мвд ссср                                                                | погон милиции мвд ссср | погон милиции мвд ссср    | погон милиции мвд ссср    |

| Младший начальствующий и рядовой состав (к шинели и кителю — погоны пришивные и съёмные) | Младший начальствующий и рядовой состав (к шинели и кителю — погоны пришивные и съёмные) | Младший начальствующий и рядовой состав (к шинели и кителю — погоны пришивные и съёмные) | Младший начальствующий и рядовой состав (к шинели и кителю — погоны пришивные и съёмные) | Младший начальствующий и рядовой состав (к шинели и кителю — погоны пришивные и съёмные) | Младший начальствующий и рядовой состав (к шинели и кителю — погоны пришивные и съёмные) | Младший начальствующий и рядовой состав (к шинели и кителю — погоны пришивные и съёмные) | Младший начальствующий и рядовой состав (к шинели и кителю — погоны пришивные и съёмные) | Младший начальствующий и рядовой состав (к шинели и кителю — погоны пришивные и съёмные) | Младший начальствующий и рядовой состав (к шинели и кителю — погоны пришивные и съёмные) | Младший начальствующий и рядовой состав (к шинели и кителю — погоны пришивные и съёмные) |
|                                                                                          | Старшина милиции                                                                         | Старшина милиции                                                                         | Старший сержант милиции                                                                  | Старший сержант милиции                                                                  | Сержант милиции                                                                          | Сержант милиции                                                                          | Младший сержант милиции                                                                  | Младший сержант милиции                                                                  | Милиционер                                                                               | Милиционер                                                                               |
| ---------------------------------------------------------------------------------------- | ---------------------------------------------------------------------------------------- | ---------------------------------------------------------------------------------------- | ---------------------------------------------------------------------------------------- | ---------------------------------------------------------------------------------------- | ---------------------------------------------------------------------------------------- | ---------------------------------------------------------------------------------------- | ---------------------------------------------------------------------------------------- | ---------------------------------------------------------------------------------------- | ---------------------------------------------------------------------------------------- | ---------------------------------------------------------------------------------------- |
| Погоны                                                                                   | погон милиции мвд ссср                                                                   | погон милиции мвд ссср                                                                   | погон милиции мвд ссср                                                                   | погон милиции мвд ссср                                                                   | погон милиции мвд ссср                                                                   | погон милиции мвд ссср                                                                   | погон милиции мвд ссср                                                                   | погон милиции мвд ссср                                                                   | погон милиции мвд ссср                                                                   | погон милиции мвд ссср                                                                   |

| Погоны | погон милиции мвд ссср | погон милиции мвд ссср | погон милиции мвд ссср | погон милиции мвд ссср | погон милиции мвд ссср |

### Специализированные моторизованные части милиции (СМЧМ)
Одним из первых Приказов (Пр.№ 03, 30.09.1966) нового Министра на основании постановления ЦК КПСС и Совета Министров СССР от 23 июля 1966 года № 571 «О мерах по усилению борьбы с преступностью» был посвящён созданию в рамках МООП СССР особой структуры — «специализированных моторизованных частей милиции» (СМЧМ).
В Москве, Ленинграде и Киеве было сформировано три полка СМЧМ по одному полку в каждом городе (Московский полк входил в состав ОМСДОН ВВ МВД СССР им. Ф. Дзержинского), в других крупных городах — батальоны СМЧМ (около 40). Это были подразделения, входившие в состав Внутренних войск, имевшие соответствующие внутреннюю структуру, комплектовавшиеся по призыву, но носящие милицейскую форму и выполняющие обязанности ППС. Главной функцией подразделений было поддержание правопорядка в условиях осложнения криминогенной обстановки или чрезвычайных ситуаций.
Личный состав носил соответствующие воинские, а не милицейские звания. Форма указанных частей полностью соответствовала милицейской образца 1965 г., позднее она будет изменяться вместе с униформой милиции. Внешне военнослужащий СМЧМ был точной копией сотрудника милиции (и даже имел документы того ОВД, на территории которого происходило патрулирование). Отличие было только в использовании особых элементов вооружения, а также видов формы, отсутствовавших в милиции, например, полевой или рабочей — имеющих армейский покрой, но не защитный, а синий (после 1969 г. — тёмно-серый) цвет. На вооружение именно подразделений СМЧМ были приняты (помимо стандартного армейского стрелкового вооружения и ручных гранатомётов) стальные щиты «Витраж», шлемы СШ60-68, слезоточивый газ и резиновые палки ПР-73 — для борьбы с массовыми беспорядками.
Эти части являлись не милицейскими, а воинскими (ВВ МВД СССР) и подчинялись местным УВД только временно и в оперативном порядке. Данная система просуществовала до 1991 года.
Вскоре вернулась аббревиатура МВД: 25 ноября 1968 г. вышел Указ Президиум Верховного Совета СССР «О переименовании Министерства охраны общественного порядка СССР в Министерство внутренних дел СССР». Аналогичные указы были приняты в союзных и автономных республиках СССР.

### Специальная форма одежды
Одними из первых изменений, введённых новым объединённым министерством, стали изменения в спецодежде некоторых категорий сотрудников милиции. Так 14.05.1968 года Приказом МООП СССР № 312 г. введён защитный шлем и подшлемник для мотоциклистов и лиц, за которыми закреплены мотоциклы. В мае 1969 г.(Пр. МВД СССР № 222) была введена специальная одежда для рядового и младшего начальствующего состава медвытрезвителей (летний и зимний специальные костюмы (фуражка, куртка с нагрудными карманами и брюки тёмно-синего цвета, утеплённая куртка чёрного цвета, нарукавные повязки в цвет одежды с надписью «Специальная медицинская служба») для ношения при исполнении служебных обязанностей).

### Киновоплощения
- Самогонщики (1961)
- Когда деревья были большими (1961)
- Королева бензоколонки (1962)
- Семь нянек (1962)
- Это случилось в милиции (1963)
- Я шагаю по Москве (1963)
- Ко мне, Мухтар (1964)
- Сказка о потерянном времени (1964)
- Зеленый огонек (1964)
- Операция «Ы» и другие приключения Шурика (1965)
- Авария (1965)
- Берегись автомобиля (1966)
- Человек без паспорта (1966)
- Кавказская пленница (1967)
- Два билета на дневной сеанс (1967)
- Особое мнение (1967)
- Его звали Роберт (1967)
- Бриллиантовая рука (1968)
- Зигзаг удачи (1968)
- Деревенский детектив (1968)
- Хозяин тайги (1968)
- 24-25 не возвращается (1968)
- Ошибка резидента (1968)
- Большие хлопоты из-за маленького мальчика (1968)
- Опекун (1970)
- Тайна железной двери (1970)
- Смерть филателиста (1970)
- Кража (1970)
- Белорусский вокзал (1970)
- Волчья яма (1983)
- Мосгаз (2012)

## 1970-е — 1980-е гг.
1970—1980-е гг. могут по праву именоваться «золотым веком» МВД СССР, фактически отождествлённого с милицией. Последнее даже было, в какой-то степени, закреплено структурно: 11 февраля 1969 года Главное управление милиции (ГУМ) было расформировано, а на его базе созданы самостоятельные Управления в составе МВД СССР.
Министр Н. А. Щелоков, пользуясь покровительством и личным доверием Л. И. Брежнева, получив воинское звание генерала армии, не просто создавал ещё одну силовую структуру, но и заботился о её авторитете в народе и партии. Министр своими уверенными действиями давал понять: МВД занимает своё необходимое место в охране порядка в стране и пользуется полным политическим доверием руководства.

 «За дело он [Н. А. Щелоков] взялся рьяно. Произошло переименование министерства, существенно повысилась заработная плата, в том числе и с введением надбавок за звание и выслугу лет. По предоставленным льготам милиция фактически приравнивалась к армии. Создавались специальные высшие учебные заведения и даже Академия МВД СССР». — В. И. Калиниченко, бывший следователь по особо важным делам при Генеральном прокуроре СССР
На этом фоне введение новой формы для сотрудников милиции — современной, с яркой эстетической составляющей — уже не смотрелось простым упрощением с целью удешевления производства, как могло бы это выглядеть в 1958 г. и даже в 1965 г.
Самым главным стало изменение расцветки обмундирования: с синего (не очень практичного, при невысоком качестве материала быстро выгорающего и выцветающего) на тёмно-серый («маренго») цвет — более экономичный, немаркий и долговечный в носке. Хотя в качестве одного из вариантов административно-хозяйственным управлением и предлагалось оставить синюю униформу с небольшими изменениями, выбор Министра был уже вполне определён.

### Новая форма 1969 г.
Приказом МВД СССР № 230 от 03.06.1969 года личному составу милиции вводилось новое обмундирование тёмно-серого цвета («маренго») вместо синего. Произошёл возврат к уже позабытой основной расцветке 1930-х гг. Отменялось использование двойного (серебряного и золотого) приборного металла — теперь все кокарды, пуговицы, шитьё, эмблемы, знаки различия и т. д. выполнялись только в золочённом варианте. Погоны к рубашкам выполнялись с рисунком галуна. В этой цветовой гамме советская милиция просуществует вплоть до своего конца — до декабря 1991 г.
Тем же приказом для всех сотрудников, кроме подразделений конной милиции, отменялось ношение шинели и вводилось двубортное шерстяное пальто; для конной милиции при несении службы вводилась тёмно-серая двубортная шинель армейского офицерского образца на шести пуговицах.
Для всех сотрудников всех Главков и управлений милиции МВД СССР для ношения устанавливались:
а) Китель парадно-выходной для комиссаров милиции, открытый однобортный тёмно-серого цвета на четырёх пуговицах, покроя образца 1965 г. с парадным шитьём в виде лавровых листьев по воротнику и обшлагам аналогично форме 1965 г., но золотого цвета, а также желто-золотым сутажем и красной окантовкой по воротнику и обшлагам; к парадно-выходному кителю полагались погоны золотистого галуна с белыми шитыми звездами. С парадно-выходным кителем носится рубашка белого цвета установленного образца, с галстуком.
б) Китель повседневный (летний — из облегчённой ткани, зимний — шерстяной) серого цвета — аналогичный парадному;
- для комиссаров милиции на воротнике — малое шитьё в виде лавровых листьев, воротник и обшлага с красным кантом; погоны галуна серого цвета;
- для всех остальных сотрудников — красные петлицы с эмблемой образца 1965-66 г., без окантовки;
- белый повседневный китель (для комиссаров) — аналогичный серому, но без шитья, с серо-стальными светлыми нашивными галунными погонами.

С серым повседневным кителем носится серая рубашка с тёмно-серым галстуком, при фуражке с чехлом рубашка белая; с бежевым повседневным кителем (у комиссаров) — светло-бежевая рубашка с серым галстуком и серые брюки с лампасами, навыпуск.
в) Фуражка повседневная — с увеличенной по сравнению с 1965 г. тульёй тёмно-серого цвета и околышем красного цвета, с красными кантами и филигранным (трунцальным) ремешком на двух малых пуговицах; для ношения летом (кроме комиссаров) на тулью устанавливается белый чехол; с кокардой и эмблемой из лавровых листьев установленного образца;
- у комиссаров милиции — кокарда с шитьем золотистого цвета на околыше, но уже через несколько месяцев шитье было отменено, а для комиссаров, как и полковников милиции установлена кокарда без эмблемы (дополнительно установлено Пр.№ 439 от 22.12.1969 г. и Пр.№ 133 от 4.05.1970 г.).

г) Фуражка повседневная летняя для комиссаров милиции — с тульёй белого цвета и белой подкладкой.
д) Фуражка парадно-выходная для комиссаров милиции — по форме и расцветке аналогичная повседневной; с шитьём по околышу в виде золотистых лавровых ветвей, а также по козырьку фуражки и ремешку из тонкой кожи (как у генералов Советской Армии и внутренней службы) с кокардой установленного образца.
е) Брюки тёмно-серого цвета с лампасами (для комиссаров милиции) и кантами для носки навыпуск или в сапоги (на стрельбище, в тире, гараже, при патрулировании территории на мотоцикле, в сельской местности). Со снаряжением (при несении ППС или в наряде), как показывает практика, также всегда носились брюки в сапоги, хотя Правила ношения это строго формально не устанавливали.
ж) Для комиссаров милиции:
- пальто парадно-выходное стального цвета, двубортное, на трёх форменных пуговицах; воротник отложной, с петлицами комиссаров милиции установленного образца с золочёным шитьём;
- пальто повседневное тёмно-серого цвета, по покрою такое же, как и пальто парадно-выходное;
- пальто летнее со скрытой застежкой с ремнём в цвет пальто с пластмассовой пряжкой, петлицами и погонами.

з) Для начальствующего состава милиции (кроме комиссаров милиции):
- пальто повседневное тёмно-серого цвета, двубортное, прямого покроя, на трёх форменных пуговицах. Воротник отложной (без возможности застегивания «наглухо», аналогично шинели), на концах воротника петлицы установленного образца. Правый карман имеет сквозной проход к оружию. Рукава с двумя форменными пуговицами. Спинка со швом посредине и с хлястиком, состоящим из трёх частей, средняя часть хлястика пристёгивается на две форменные пуговицы; ношение снаряжения поверх пальто не предусматривалось;
- пальто летнее тёмно-серого цвета, двубортное, слегка приталенное, застегивающееся на три форменные пуговицы. Воротник отложной, на концах воротника крепятся петлицы с эмблемами установленного образца.
- плащ капроновый с поясом и потайной застежкой — по покрою аналогичен покрою летнего пальто для комиссаров милиции.
- плащ прорезиненный тёмно-серого цвета, однобортный, с потайной застежкой, поясом и пристёгивающимся капюшоном. Воротник отложной без петлиц, погоны пристяжные, с эмблемами.

и) Для рядового состава: пальто повседневное тёмно-серого цвета, двубортное, прямого покроя, на трёх форменных пуговицах. Воротник отложной (без возможности застегивания «наглухо», аналогично шинели), на концах воротника петлицы установленного образца. Правый карман имеет сквозной проход к оружию. Рукава с двумя форменными пуговицами. Спинка со швом посредине и с хлястиком, состоящим из трёх частей, средняя часть хлястика пристёгивается на две форменные пуговицы; ношение снаряжения поверх пальто не предусматривалось.
к) Для начальствующего и рядового состава для зимней формы одежды — шапка-ушанка серого меха с кокардой установленного образца. Папахи комиссаров и полковников — без изменений. Кроме папах генералам и полковникам полагаются шапки-ушанки из каракулевого меха серого цвета.
Для всех кителей начальствующего и рядового (кроме комиссаров милиции — их погоны лишь изменили цвет (повседневные и летние) и прибор (парадные)) состава введены погоны нового типа: в форме прямоугольника с закруглённой верхней стороной, у верхнего края погона — малая форменная пуговица. Поле погон из вискозного цельнотканого галуна серого цвета с кантами и просветами красного цвета. Звания младшего начальствующего состава обозначаются лычками жёлтого галуна.
Съёмные погоны на рубашку оставлены существующего образца, но с имитацией галуна.
Для сотрудников милиции женщин элементы обмундирования 1965 г. остались без изменений, с заменой синего цвета на тёмно-серый и полной заменой серебристого прибора на золотистый.
Таблица: Знаки различия сотрудников милиции образца 1969 г.
| Высший начальствующий состав (к шинели, парадному и повседневному кителю, летней рубашке) | Высший начальствующий состав (к шинели, парадному и повседневному кителю, летней рубашке) | Высший начальствующий состав (к шинели, парадному и повседневному кителю, летней рубашке) | Высший начальствующий состав (к шинели, парадному и повседневному кителю, летней рубашке) | Высший начальствующий состав (к шинели, парадному и повседневному кителю, летней рубашке) | Высший начальствующий состав (к шинели, парадному и повседневному кителю, летней рубашке) | Высший начальствующий состав (к шинели, парадному и повседневному кителю, летней рубашке) | Высший начальствующий состав (к шинели, парадному и повседневному кителю, летней рубашке) | Высший начальствующий состав (к шинели, парадному и повседневному кителю, летней рубашке) | Высший начальствующий состав (к шинели, парадному и повседневному кителю, летней рубашке) | Высший начальствующий состав (к шинели, парадному и повседневному кителю, летней рубашке) |                             |                             |
|                                                                                           | Комиссар милиции 1-го ранга                                                               | Комиссар милиции 1-го ранга                                                               | Комиссар милиции 1-го ранга                                                               | Комиссар милиции 1-го ранга                                                               | Комиссар милиции 2-го ранга                                                               | Комиссар милиции 2-го ранга                                                               | Комиссар милиции 2-го ранга                                                               | Комиссар милиции 2-го ранга                                                               | Комиссар милиции 3-го ранга                                                               | Комиссар милиции 3-го ранга                                                               | Комиссар милиции 3-го ранга | Комиссар милиции 3-го ранга |
| ----------------------------------------------------------------------------------------- | ----------------------------------------------------------------------------------------- | ----------------------------------------------------------------------------------------- | ----------------------------------------------------------------------------------------- | ----------------------------------------------------------------------------------------- | ----------------------------------------------------------------------------------------- | ----------------------------------------------------------------------------------------- | ----------------------------------------------------------------------------------------- | ----------------------------------------------------------------------------------------- | ----------------------------------------------------------------------------------------- | ----------------------------------------------------------------------------------------- | --------------------------- | --------------------------- |
| Погоны                                                                                    | погон милиции мвд ссср                                                                    | погон милиции мвд ссср                                                                    | погон милиции мвд ссср                                                                    | погон милиции мвд ссср                                                                    | погон милиции мвд ссср                                                                    | погон милиции мвд ссср                                                                    | погон милиции мвд ссср                                                                    | погон милиции мвд ссср                                                                    | погон милиции мвд ссср                                                                    | погон милиции мвд ссср                                                                    | погон милиции мвд ссср      | погон милиции мвд ссср      |

| Старший и средний начальствующий состав (к шинели и кителю, к летней рубашке) | Старший и средний начальствующий состав (к шинели и кителю, к летней рубашке) | Старший и средний начальствующий состав (к шинели и кителю, к летней рубашке) | Старший и средний начальствующий состав (к шинели и кителю, к летней рубашке) | Старший и средний начальствующий состав (к шинели и кителю, к летней рубашке) | Старший и средний начальствующий состав (к шинели и кителю, к летней рубашке) | Старший и средний начальствующий состав (к шинели и кителю, к летней рубашке) | Старший и средний начальствующий состав (к шинели и кителю, к летней рубашке) | Старший и средний начальствующий состав (к шинели и кителю, к летней рубашке) | Старший и средний начальствующий состав (к шинели и кителю, к летней рубашке) | Старший и средний начальствующий состав (к шинели и кителю, к летней рубашке) |                        |                        |                           |                           |
|                                                                               | Полковник милиции                                                             | Полковник милиции                                                             | Подполковник милиции                                                          | Подполковник милиции                                                          | Майор милиции                                                                 | Майор милиции                                                                 | Капитан милиции                                                               | Капитан милиции                                                               | Старший лейтенант милиции                                                     | Старший лейтенант милиции                                                     | Лейтенант милиции      | Лейтенант милиции      | Младший лейтенант милиции | Младший лейтенант милиции |
| ----------------------------------------------------------------------------- | ----------------------------------------------------------------------------- | ----------------------------------------------------------------------------- | ----------------------------------------------------------------------------- | ----------------------------------------------------------------------------- | ----------------------------------------------------------------------------- | ----------------------------------------------------------------------------- | ----------------------------------------------------------------------------- | ----------------------------------------------------------------------------- | ----------------------------------------------------------------------------- | ----------------------------------------------------------------------------- | ---------------------- | ---------------------- | ------------------------- | ------------------------- |
| Погоны                                                                        | погон милиции мвд ссср                                                        | погон милиции мвд ссср                                                        | погон милиции мвд ссср                                                        | погон милиции мвд ссср                                                        | погон милиции мвд ссср                                                        | погон милиции мвд ссср                                                        | погон милиции мвд ссср                                                        | погон милиции мвд ссср                                                        | погон милиции мвд ссср                                                        | погон милиции мвд ссср                                                        | погон милиции мвд ссср | погон милиции мвд ссср | погон милиции мвд ссср    | погон милиции мвд ссср    |

| Младший начальствующий и рядовой состав (к кителю и шинели, к летней рубашке) | Младший начальствующий и рядовой состав (к кителю и шинели, к летней рубашке) | Младший начальствующий и рядовой состав (к кителю и шинели, к летней рубашке) | Младший начальствующий и рядовой состав (к кителю и шинели, к летней рубашке) | Младший начальствующий и рядовой состав (к кителю и шинели, к летней рубашке) | Младший начальствующий и рядовой состав (к кителю и шинели, к летней рубашке) | Младший начальствующий и рядовой состав (к кителю и шинели, к летней рубашке) | Младший начальствующий и рядовой состав (к кителю и шинели, к летней рубашке) | Младший начальствующий и рядовой состав (к кителю и шинели, к летней рубашке) | Младший начальствующий и рядовой состав (к кителю и шинели, к летней рубашке) | Младший начальствующий и рядовой состав (к кителю и шинели, к летней рубашке) |
|                                                                               | Старшина милиции                                                              | Старшина милиции                                                              | Старший сержант милиции                                                       | Старший сержант милиции                                                       | Сержант милиции                                                               | Сержант милиции                                                               | Младший сержант милиции                                                       | Младший сержант милиции                                                       | Рядовой милиции                                                               | Рядовой милиции                                                               |
| ----------------------------------------------------------------------------- | ----------------------------------------------------------------------------- | ----------------------------------------------------------------------------- | ----------------------------------------------------------------------------- | ----------------------------------------------------------------------------- | ----------------------------------------------------------------------------- | ----------------------------------------------------------------------------- | ----------------------------------------------------------------------------- | ----------------------------------------------------------------------------- | ----------------------------------------------------------------------------- | ----------------------------------------------------------------------------- |
| Погоны                                                                        | погон милиции мвд ссср                                                        | погон милиции мвд ссср                                                        | погон милиции мвд ссср                                                        | погон милиции мвд ссср                                                        | погон милиции мвд ссср                                                        | погон милиции мвд ссср                                                        | погон милиции мвд ссср                                                        | погон милиции мвд ссср                                                        | погон милиции мвд ссср                                                        | погон милиции мвд ссср                                                        |

#### Изменения в форме одежды первой половины 1970-х гг.
Несмотря на относительную цельность и завершённость новой реформы формы одежды, частные преобразования и улучшения продолжались и далее — усиливая, прежде всего, эстетический аспект внешнего вида сотрудника милиции МВД СССР.
Изменения были проведены следующие:
- В качестве повседневной летней формы одежды для комиссаров милиции установлены китель и фуражка светло-стального цвета, брюки синего цвета с лампасами, галстук светло-серого цвета; покрой и окантовка кителя, а также шитьё — как и у обычного повседневного (Пр.№ 271 от 10.08. 1970 г.). Через год комиссарам милиции в летнее время дополнительно разрешалось ношение летней фуражки, кителя белого цвета с брюками синего цвета с лампасами, навыпуск (Пр.№ 262 от 16.09.1971 г.). С лета 1975 г. (уже генералам милиции) разрешено при повседневной форме ношение белой рубашки с синими брюками.

- Пр. № 354 от 20.10.1970 для инструкторов и проводников разыскных собак, а также для сотрудников, работающих с разыскными собаками, установлены костюмы хлопчатобумажные зимний и летний тёмно-синего цвета, в качестве спецодежды.
- Изменяется покрой пальто для рядового и начальствующего состава милиции: оно становится приталенным, а не прямым, и, хотя по-прежнему застегивается на три форменные пуговицы до начала лацкана, имеет четыре форменные пуговицы (в два ряда); полностью, изменена конструкция хлястика (Пр. № 76 от 22.03.1971). Очевидно и эти изменения не сделали покрой пальто удачным в глазах как милиционеров, так и начальства, поэтому дальнейшие изменения не за горами: Пр. № 248 от 31.08.1971 изменялся покрой пальто для женщин; Пр. № 354 от 20.12.1971 для комиссаров милиции вводится окантовка красного цвета по краям бортов, воротника, клапанов и хлястика для пальто парадно-выходного и повседневного; Пр. № 299 от 13.11.1972 вновь изменён покрой пальто парадно-выходного и повседневного, для комиссаров, начальствующего и рядового состава милиции. Пальто теперь застегивалось на три пуговицы при открытых лацканах и на пять при полной застежке. Поверх пальто (при застежке «наглухо», т.е, на все пуговицы) теперь возможно ношение снаряжения.
- Новый вид приобрели погоны сержантов и старшин (Пр. № 76 от 22.03.1971): знаки различия на них представляют собой не полоски галуна, а металлические рифлёные золотистые планки на кламмерах. Погоны старшины — цельнотканые, из вискозного галуна или шелка с полосой золотистого цвета.
- Для сотрудников медвытрезвителей (младший начальствующий и рядовой состав) отменялось ношение повязки с надписью «специальная медицинская служба» при служебной форме. Вместо неё на служебную фуражку вводилась кокарда с эмблемой — красный крест в круглом белом поле с золотой каймой по кругу с обрамлением из семи золотистых лавровых ветвей с каждой стороны (Пр. № 95 от 01.04.1971).
- Для сотрудников-женщин отменялись шапка-ушанка и берет; вводились — шапка меховая с кокардой и шляпа («кепи») из фетра с филигранным (трунцаловым) золотистым ремешком и кокардой (Пр. № 248 от 31.08.1971).
- Введена летняя рубашка белого цвета с короткими рукавами для ношения без кителя и без галстука с открытым воротом, по покрою такая же, как рубашка серого цвета, с погонами как на рубашке серого цвета (Пр. № 192 от 03.07.1972). Буквально через год будет введена рубашка летняя белого цвета с длинным рукавом и галстуком, но — с погонами в тон рубашки.
- Для комиссаров милиции (Пр. № 312 от 24.11.1972) введено утеплённое полевое обмундирование по образцу армейского генеральского, но тёмно-серого цвета.

### Форма одежды генералов милиции
В 1973 году во исполнение решения Президиума ВС СССР и СМ СССР Приказом МВД СССР № 350 от 15.11.1973 комиссары милиции переаттестованы в генералов милиции. Спецзвания «комиссар милиции 1-го, 2-го и 3-го ранга» упразднялись, их носителям присваивалось соответствующее генеральское звание «генерал-майор милиции» (имеющим спецзвание «комиссар милиции 3-го ранга») и «генерал-лейтенант милиции» («комиссар милиции 2-го ранга»). Сотрудников, имеющих звание «комиссар милиции 1-го ранга» на тот момент на действительной службе не было в наличии, а само спецзвание не присваивалось с 1940-х гг., поэтому спецзвание «генерал-полковник милиции» в 1973 г. также не вводилось и не присваивалось.
Введение генеральских званий в системе милиции МВД СССР привело и к изменениям в форме одежды через два года (Приказ МВД СССР № 140 от 02.06.1975).
Генералы к парадно-выходной форме получили:
- открытый двубортный мундир (покрой аналогичен генеральскому) тёмно-серого цвета с золотыми погонами и парадным шитьём на воротнике и обшлагах;
- белая рубашка установленного образца с чёрным галстуком;
- фуражка парадная с кокардой и шитьем существующего рисунка;
- тёмно-серые брюки с лампасами навыпуск;
- для строевой формы — шитый генеральский пояс.

К повседневной форме были установлены:
- открытый китель тёмно-серого цвета (погоны — в тон кителю, на воротнике — золотые вышитые листья) с тёмно-серыми брюками навыпуск, с лампасами;
- открытый китель светло-серого цвета (погоны — в тон кителю, на воротнике — золотые вышитые листья) с тёмно-синими брюками навыпуск, с лампасами.

Все кителя с окантовками существующего образца. Фуражки — без изменений.
Без изменения — зимняя форма.
Таким образом, форма генералов милиции стала аналогичной армейской генеральской или форме генералов внутренней службы, за исключением цветовой гаммы.
Дополнительно для генералов милиции вводилась бекеша из шерстяной ткани тёмно-серого цвета, двубортная, на меху или ватине, застежка потайная на пуговицы и крючки. Бекеша могла носиться с бурками и фетровыми сапогами — как носили её и армейские генералы.

### Специальная форма
Ещё одно нововведение, оказавшее определённое влияние на дальнейшую эволюцию милицейской формы. Приказом МВД СССР № 199 от 08.07.1974 для рядового и младшего начальствующего состава медвытрезвителей введена специальная одежда нового образца, для ношения при исполнении служебных обязанностей. Спецодежда состояла из летнего и зимнего костюмов (куртка и брюки; куртка утеплённая, однобортная с воротником из искусственного меха). Костюм летний изготавливался из хлопчатобумажной или синтетической ткани. Костюм состоял из куртки и брюк. Куртка однобортная, прямая серого цвета, с нашивными нагрудными карманами с клапанами. Воротник отложной. Погоны нашивные тёмно-серого цвета, с эмблемами. Брюки навыпуск с притачным узким поясом. Как показали дальнейшие события, данная форма являлась чем-то вроде экспериментального образца спецодежды как таковой.
Весной 1976 г. внесены новые изменения в служебное обмундирование сотрудников милиции (прагматика здесь вновь шла вслед за эстетикой): установлены шлем защитный, чехол ПХВ (полихлорвиниловый) на фуражку, куртка из искусственной кожи, костюмы зимний и летний. Для сотрудников ГАИ устанавливались меховое пальто из шубной овчины и меховой костюм из шубной овчины (Пр. № 106 от 21.04.1976), сохранялось белое снаряжение ДПС.
Тем же приказом (Пр. № 106 от 21.04.1976) в качестве общего служебного обмундирования для всех сотрудников милиции устанавливалась форма, аналогичная ранее установленной для… рядового и младшего начальствующего состава медвытрезвителей (Пр. № 199 от 08.07.1974), поскольку опыт её экспериментального применения оказался удачным.

### Парадно-выходная и повседневная форма милиции 1975 г.
Приказом МВД СССР № 140 от 02.06.1975 новыми Правилами ношения для всего личного состава милиции МВД СССР введены два новых вида формы одежды: парадно-выходная и повседневная, ранее предусмотренные только для комиссаров милиции.
Парадно-выходная форма включала в себя следующие специальные элементы:
а) Мундир парадно-выходной, однобортный существующего покроя, серый (часто чуть более светлого оттенка, чем повседневный) с красными петлицами (с латунной окантовкой и эмблемой) на воротнике; к кителю полагались погоны золотого галуна (в приказе — вискозного галуна оранжевого цвета) существующего образца с красным кантом и просветами; китель носился с белой рубашкой; парадно-выходной мундир и пальто для генералов — существующего образца;
б) парадный пояс к кителю — тканый, золотистый с гербовой пряжкой (по образцу аналогичного армейского парадного пояса); для генералов милиции — к кителю и к зимнему пальто; с 1977 г. — для парадного зимнего пальто всего личного состава (Пр. № 95 от марта 1977 г.).
в) белое кашне к зимнему пальто.
Фуражка и знаки на ней, папаха (полковников) и шапка-ушанка, зимнее пальто — как при повседневной форме.
Для строя (в сапогах) предполагалось ношение парадного пояса. Пальто для строя застегивалось на все пуговицы.
Для повседневной формы ношение полного снаряжения было обязательно при исполнении служебных обязанностей и несении ППС. Хотя Правилами предусматривалось ношение снаряжения как с брюками в сапоги (при полностью застегнутом пальто), так и с ботинками (брюки навыпуск, при открытых лацканах пальто), кино- и фотоматериалы показывают, что последний вариант не встречался на практике вплоть до середины 1980-х гг.
Остальные элементы повседневной формы — без изменений.
Таблица: Изменения в знаках различия милиции 1971—1977 гг.
| Погоны | погон милиции МВД СССР | погон милиции МВД СССР | погон милиции МВД СССР | погон милиции МВД СССР | погон милиции МВД СССР | погон милиции МВД СССР | погон милиции МВД СССР | погон милиции МВД СССР |

| … к парадно-выходному кителю (мундиру) | погон милиции МВД СССР | погон милиции МВД СССР | погон милиции МВД СССР | погон милиции МВД СССР | погон милиции МВД СССР | погон милиции МВД СССР | погон милиции МВД СССР |
| … к шинели и повседневному кителю      | погон милиции МВД СССР | погон милиции МВД СССР | погон милиции МВД СССР | погон милиции МВД СССР | погон милиции МВД СССР | погон милиции МВД СССР | погон милиции МВД СССР |

| Младший начальствующий и рядовой состав (к шинели, повседневному и парадно-выходному кителю) | Младший начальствующий и рядовой состав (к шинели, повседневному и парадно-выходному кителю) | Младший начальствующий и рядовой состав (к шинели, повседневному и парадно-выходному кителю) | Младший начальствующий и рядовой состав (к шинели, повседневному и парадно-выходному кителю) | Младший начальствующий и рядовой состав (к шинели, повседневному и парадно-выходному кителю) | Младший начальствующий и рядовой состав (к шинели, повседневному и парадно-выходному кителю) | Младший начальствующий и рядовой состав (к шинели, повседневному и парадно-выходному кителю) | Младший начальствующий и рядовой состав (к шинели, повседневному и парадно-выходному кителю) | Младший начальствующий и рядовой состав (к шинели, повседневному и парадно-выходному кителю) | Младший начальствующий и рядовой состав (к шинели, повседневному и парадно-выходному кителю) | Младший начальствующий и рядовой состав (к шинели, повседневному и парадно-выходному кителю) |
|                                                                                              | Старшина милиции                                                                             | Старшина милиции                                                                             | Старший сержант милиции                                                                      | Старший сержант милиции                                                                      | Сержант милиции                                                                              | Сержант милиции                                                                              | Младший сержант милиции                                                                      | Младший сержант милиции                                                                      | Рядовой милиции                                                                              | Рядовой милиции                                                                              |
| -------------------------------------------------------------------------------------------- | -------------------------------------------------------------------------------------------- | -------------------------------------------------------------------------------------------- | -------------------------------------------------------------------------------------------- | -------------------------------------------------------------------------------------------- | -------------------------------------------------------------------------------------------- | -------------------------------------------------------------------------------------------- | -------------------------------------------------------------------------------------------- | -------------------------------------------------------------------------------------------- | -------------------------------------------------------------------------------------------- | -------------------------------------------------------------------------------------------- |
| Погоны                                                                                       | погон милиции МВД СССР                                                                       | погон милиции МВД СССР                                                                       | погон милиции МВД СССР                                                                       | погон милиции МВД СССР                                                                       | погон милиции МВД СССР                                                                       | погон милиции МВД СССР                                                                       | погон милиции МВД СССР                                                                       | погон милиции МВД СССР                                                                       | погон милиции МВД СССР                                                                       | погон милиции МВД СССР                                                                       |
| Нарукавный знак (с 1977 г.)                                                                  | Нет                                                                                          | нз1977                                                                                       | Нет                                                                                          | нз1977                                                                                       | Нет                                                                                          | нз1977                                                                                       | Нет                                                                                          | нз1977                                                                                       | Нет                                                                                          | нз1977                                                                                       |

| К прорезиненному плащу и специальной форме одежды | К прорезиненному плащу и специальной форме одежды | К прорезиненному плащу и специальной форме одежды | К прорезиненному плащу и специальной форме одежды | К прорезиненному плащу и специальной форме одежды | К прорезиненному плащу и специальной форме одежды | К прорезиненному плащу и специальной форме одежды | К прорезиненному плащу и специальной форме одежды | К прорезиненному плащу и специальной форме одежды | К прорезиненному плащу и специальной форме одежды | К прорезиненному плащу и специальной форме одежды |                               |                        |
|                                                   | Старший начальствующий состав*)                   | Старший начальствующий состав*)                   | Старший начальствующий состав*)                   | Средний начальствующий состав*)                   | Средний начальствующий состав*)                   | Средний начальствующий состав*)                   | Средний начальствующий состав*)                   | Младший начальствующий состав                     | Младший начальствующий состав                     | Младший начальствующий состав                     | Младший начальствующий состав | Рядовой состав         |
| ------------------------------------------------- | ------------------------------------------------- | ------------------------------------------------- | ------------------------------------------------- | ------------------------------------------------- | ------------------------------------------------- | ------------------------------------------------- | ------------------------------------------------- | ------------------------------------------------- | ------------------------------------------------- | ------------------------------------------------- | ----------------------------- | ---------------------- |
| Погоны                                            | погон милиции мвд ссср                            | погон милиции мвд ссср                            | погон милиции мвд ссср                            | погон милиции мвд ссср                            | погон милиции мвд ссср                            | погон милиции мвд ссср                            | погон милиции мвд ссср                            | погон милиции мвд ссср                            | погон милиции мвд ссср                            | погон милиции мвд ссср                            | погон милиции мвд ссср        | погон милиции мвд ссср |

```
*) С 1969 г.
```

#### Нововведения конца 1970-х — начала 1980-х гг.
Приказом МВД СССР № 95 от 24.03.1977, введено ношение
- кокарды с эмблемой нового образца (кокарда существующего образца с эмблемой в виде венка из лавровых листьев, по пять штук с каждой стороны, перевязанных внизу лентой) для всего личного состава милиции (кроме полковников и генералов) на всех головных уборах, кроме пилоток;
- нарукавного знака для младшего начальствующего и рядового состава милиции — на левый рукав парадно-выходного мундира (на поле тёмно-серого цвета в овале красного цвета изображены меч и щит с серпом и молотом в центре; овал обрамлен лавровыми ветками; весь рисунок по контуру — золотистого цвета шитые или из поливинилхлоридной плёнки);
- пилотки тёмно-серого цвета с окантовкой с малой кокардой без эмблемы вместо летней фуражки и шапки-ушанки вместо меховой шапки для женщин; для кепи установлено ношение кокарды с эмблемой;
- брюк навыпуск из шерстяной ткани тёмно-серого цвета с красным кантом — для женщин-кавалеристов и инспекторов ГАИ при несении наружной и патрульно-постовой службы.

С января 1979 г. курсанты учебных заведений МВД получили на погоны литеру «К» (металлическую, вышитую, поливинилхлоридную), а также знаки (золотистые (жёлтые) прямоугольники на красном подбое) на левый рукав) — по количеству пройденных курсов.
Летом 1980 г. для генералов милиции как и их армейских коллег установлено шитье на околыш повседневных фуражек (Пр. № 207 от 17.06.1980).
Летом 1984 г. (Пр. № 139 от 10.07.1984) новым Министром МВД СССР генералом армии В. В. Федорчуком для всех климатических районов введена летняя рубашка серо-голубого цвета с отложным расстегнутым воротником и короткими рукавами. Погоны съёмные серо-голубого цвета. Примечательно, что военные официально получат такую привилегию только в 1988 г. Этим же приказом изменилась форма кепи для женщин.
В середине 1980-х гг. пальто начальствующего и рядового состава приобрело крючки на воротнике — аналогично армейской шинели. Тогда же к ношению обмундирования и соблюдению Правил стали относиться более свободно: так снаряжение могло надеваться поверх пальто с отогнутыми лацканами и при брюках навыпуск.
Приказом МВД СССР № 107 от 31.05.1985 введён нагрудный отличительный знак для работников ГАИ, осуществляющих надзор за дорожным движением и его регулирование.

#### Изменения второй половины 1980-х гг.
Приказом МВД СССР № 180 от 25.08.1987 генерал-лейтенантом внутренней службы А. В. Власовым внесены очередные изменения в существующую форму одежды милиции — в частности, в покрой генеральского плаща и погон к нему. Этим же приказом в качестве дополнительного элемента повседневного обмундирования всего начальствующего и рядового состава милиции вводится куртка серого цвета, ранее принятая в качестве специального обмундирования (Пр. № 106 от 21.04.1976).
Для женщин установлены:
- шерстяное платье (серого цвета, с поясом, с отложным воротником, нагрудными накладными карманами с клапанами, планка открытая на пять малых форменных пуговиц, рукава с манжетами, застегиваются на форменные пуговицы; погоны нашивные тёмно-серого цвета),
- летнее платье (из облегчённой ткани серо-голубого цвета, с поясом, отложным воротником и нагрудными накладными карманами с клапанами, пе́ред платья и клапаны карманов застегиваются на пуговицы; рукава короткие; погоны съёмные рубашечные серо-голубого цвета.),
- брюки — аналогичные уже установленным, но с незначительными изменениями.

Этим же приказом устанавливалось ношение:
- шлема защитного (пластмассовый колпак белого цвета, прозрачный защитный экран и подбородный ремешок чёрного цвета; спереди в центре колпака кокарда 1977 г. с эмблемой), куртки (из искусственной кожи с отложным воротником, пристёгивающимися капюшоном и меховым воротником. Застежка на металлическую молнию; погоны съёмные тёмно-серого цвета) и брюк из искусственной кожи новых образцов — для личного состава ГАИ, осуществляющего наружное наблюдение, патрулирование или регулирование уличного движения.
- костюма летнего, установленного в качестве специальной летней одежды (куртка тёмно-серого цвета, однобортная, с застежкой на пять форменных пуговиц, воротник отложной; нагрудные карманы с клапанами; рукава с манжетами; погончики тёмно-серого цвета. Брюки навыпуск из ткани тёмно-серого цвета, на передних половинках брюк карманы (ранний вариант — без карманов, с золотистыми, а не серыми пуговицами)). Под куртку надевалась майка (футболка) серого цвета (ранний вариант) или тельняшка. К летнему костюму введены ботинки с высокими берцами и шнуровкой. На новых образцах ремень надевался поверх куртки и брюк.
- В качестве головного убора установлена фуражка-кепи летняя серого цвета, напоминающая кепи к армейской полевой форме («афганке»). В центре отделочной детали крепилась кокарда с эмблемой (с апреля 1989 г. — без эмблемы, как на пилотках).

Новое обмундирование очень быстро оценили по достоинству и стали использовать не только в качестве служебного, но и повседневного.
Этот же приказ отменял ношение установленного в 1977 г. нарукавного знака на парадно-выходном мундире рядового и младшего начальствующего состава милиции.

### ОМОН и его форма одежды
Одним из последних и самых существенных нововведений А. В. Власова (с 1987 г. — генерал-полковника внутренней службы) на посту Министра Внутренних дел СССР стала организация особых милицейских подразделений МВД с самым широкими функциями — от борьбы с организованной преступностью до ликвидации массовых беспорядков. Эти подразделения получили наименование отрядов милиции особого назначения (ОМОН).
Подразделения подобного рода со сходными задачами уже существовали в составе МВД СССР — так называемые «Специализированные моторизованные части милиции (СМЧМ)», сформированные в 1966 г. (Приказ МООП СССР № 03) — они входили в состав внутренних войск и комплектовались по призыву, хотя и имели милицейскую форму и систему званий. Однако ОМОН изначально не копировал и не повторял опыт СМЧМ. Подразделения ОМОНа комплектовались только по контракту, проходили специальную подготовку, имели милицейскую, а не войсковую спецификацию и не входили в состав внутренних войск МВД СССР, подчиняясь ГУВД крупных городов или (очень редко) напрямую МВД СССР.
СПРАВКА: К концу 1991 г. некоторые подразделения (Рижский ОМОН) в тех или иных условиях были переподчинены подразделениям ВВ (РижОМОН — 42 дивизия ВВ), некоторые — непосредственно МВД СССР (Вильнюсский ОМОН).
3 октября 1988 г. А. В. Власов подписал Приказ (№ 0206 от 03.10.1988) о формировании 19 отрядов ОМОН на территории СССР (из них 12 — в союзных республиках), а также о введении для этих подразделений особой формы одежды.
Одежда сотрудников ОМОН включала в себя следующие элементы:
- куртка из искусственной кожи серого цвета (как правило, использовались тёмные или чёрные расцветки), погоны — пристяжные, с эмблемами;
- ботинки на шнуровке с большими берцами;
- летнее обмундирование с фуражкой летней;
- специальный нарукавный знак на левом рукаве куртки, напоминающий знак 1977 г.: в середине тёмно-серого овального поля в овале красного цвета изображён меч с серпом и молотом в центре, в нижней части знака, в окантовке, на поле красного цвета расположено слово «милиция»; меч, серп и молот, окантовка овала, слово «милиция» — золотистого (жёлтого) цвета;
- снаряжение и вооружение — штатное.

Ремень носился поверх летней куртки (в некоторых случаях вместо обычной курки и брюк, судя по фото, использовались комбинезоны серого цвета, схожие по конструкции с повседневными и полевыми комбинезонами личного состава ВДВ).
Несколько позже для подразделений ОМОНа были установлены береты серого и чёрного цвета по образцу существующих в ВДВ, морской пехоте и спецподразделениях ВВ МВД СССР — с кокардой с эмблемой обр. 1977 г., красным флажком в форме вытянутого треугольника на левом боку с эмблемой — латунным Гербом СССР.
```
Таблица: Кокарды милиции 1969—1991 гг.
```

|           | 1            | 2            | 3            | 4            | 5            | 6            | 7            |
| --------- | ------------ | ------------ | ------------ | ------------ | ------------ | ------------ | ------------ |
| Кокарды*) | Кокарды СССР | Кокарды СССР | Кокарды СССР | Кокарды СССР | Кокарды СССР | Кокарды СССР | Кокарды СССР |

```
*) 1 - 1969-1991 гг. - комиссаров (с 1973 г. - генералов) милиции, полковников милиции; единая на все зимние головные уборы (до 1977 г.). 2 - 1969-1977 гг. - на фуражки сотрудников милиции (кроме комиссаров, генералов и полковников) комбинированная. 3 - 1969-1977 гг. - на фуражки сотрудников милиции (кроме комиссаров, генералов и полковников) цельноштампованная. 4 - С 1971 г. - сотрудников медвытрезвителей. 5 - 1977-1991 гг. - сотрудников милиции, кроме генералов и полковников - комбинированная (на фуражки, фетровые кепи и шапки-ушанки). 6 - 1977-1991 гг. - сотрудников милиции, кроме генералов и полковников - цельноштампованная (на фуражки, фетровые кепи и шапки-ушанки). 7 - к пилоткам (с 1977 г.) и фуражкам-кепи (конец 1980-х).
```

### Изменения в форме одежды 1990—1991 гг. Распад системы МВД СССР
Осенью 1989 г. восстанавливается МВД РСФСР (Министры — генерал-полковник внутренней службы В. П. Трушин, генерал-полковник В. П. Баранников, генерал-лейтенант внутренней службы А. Ф. Дунаев) при действующем МВД СССР (Министр — генерал-лейтенант В. Бакатин; генерал-полковник Б. К. Пуго; генерал-полковник В. П. Баранников).
В рамках проводимых в стране преобразований начинается процесс общей децентрализации союзного ведомства внутренних дел с широким делегированием полномочий республиканским органам внутренних дел.
В этих условиях, при растущей социальной напряжённости, межнациональных конфликтах, массовых беспорядках и общем росте криминализации общества вопросы изменения или усовершенствования униформы милиции неизбежно отодвигались на задний план — за исключением использования и самостоятельного изготовления различных неуставных значков и эмблем (как правило, той или иной республиканской или иной местной принадлежности). Эти импровизированные знаки использовались стихийно и бессистемно, а потому и не подлежат описанию в рамках данной статьи.
Таким же частым становится смешение различных элементов униформы, размещение знаков различия непосредственно на погончиках (а не на погонных муфтах) служебных курток, использование повседневной формы в качестве парадной и повседневной в качестве служебной (например, при разгоне несанкционированных митингов и пикетов).
Несколько изменился покрой обмундирования ОМОНа, приблизившись по конструкции к армейской полевой форме.
Фактически уже в конце 1990 — начале 1991 г. происходит переход милиции под юрисдикцию МВД союзных республик. После событий августа 1991 г. МВД СССР утратило контроль над подразделениями милиции и внутренних войск на территории Российской Федерации.
Декабрь 1991 г. окончательно поставил точку в истории советской милиции.

### Киновоплощения
- Джентльмены удачи (1971)
- Пропажа свидетеля (1971)
- Старики-разбойники (1971)
- Человек в проходном дворе (1971)
- Самый последний день (1972)
- Всмотритесь в это лицо (1972)
- Точка, точка, запятая… (1972)
- Здравствуй и прощай (1972)
- Боба и слон (1972)
- Развод по-нарымски (1972)
- Следствие ведут знатоки (1971—1989)
- Иван Васильевич меняет профессию (1973)
- Большая перемена (1973)
- Неисправимый лгун (1973)
- Новые приключения Дони и Микки (1973)
- Чёрный принц (1973)
- Будни уголовного розыска (1973)
- Шах королеве бриллиантов (1973)
- Четвёрка по пению (1973)
- Анискин и Фантомас (1974)
- Три дня в Москве (1974)
- Свет в конце тоннеля (1974)
- Пятёрка за лето (1974)
- Автомобиль, скрипка и собака Клякса (1974)
- Рассказы о Кешке и его друзьях (1974)
- Афоня (1975)
- Что с тобой происходит? (1975)
- Ключи от рая
- Несовершеннолетние (1976)
- По секрету всему свету (1976)
- Приключения Нуки (1976)
- В зоне особого внимания (1977)
- Фантазии Веснухина (1977)
- Усатый нянь (1977)
- Золотая мина (1977)
- Длинное, длинное дело… (1977)
- И снова Анискин (1978)
- Лекарство против страха (1978)
- Предварительное расследование (1978)
- И это всё о нём (1978)
- Версия полковника Зорина (1978)
- Сыщик (1979)
- Выгодный контракт (1979)
- Берегись! Змеи! (1979)
- Ералаш, выпуск № 22, сюжет «Прощай, Вася!» (1979)
- Приключения Электроника (1979)
- Город принял (1979)
- Ларец Марии Медичи (1980)
- Каникулы Кроша (1980)
- Ключ
- У матросов нет вопросов (1980)
- Ночное происшествие (1980)
- Сицилианская защита (1980)
- Частное лицо (1980)
- Петровка, 38 (1980)
- Огарева, 6 (1981)
- Следствием установлено (1981)
- Мы, нижеподписавшиеся (1981)
- Грачи (1982)
- Инспектор ГАИ (1982)
- Влюблён по собственному желанию (1982)
- Спортлото-82 (1982)
- Инспектор Лосев (1982)
- Вокзал для двоих (1982)
- Просто ужас! (1982)
- Из жизни начальника уголовного розыска (1983)
- Без особого риска (1983)
- ТАСС уполномочен заявить… (1984)
- Внимание! Всем постам… (1985)
- Противостояние (1985)
- Опасно для жизни! (1985)
- Самая обаятельная и привлекательная (1985)
- Искренне Ваш… (1985)
- Чужие здесь не ходят (1985)
- Одинокий автобус под дождем (1986)
- Акселератка (1987)
- Ёлки-палки! (1988)
- Красная жара (США, 1988)
- Криминальный квартет (1989)
- На тёмной стороне Луны (Кодекс молчания) (1990)
- Дураки умирают по пятницам (1990)
- Дикий пляж (1990)
- В полосе прибоя (1990)
- Такси-блюз (1990)
- Семьянин (1991)
- Арифметика убийства (1991)
- «Тридцатого» уничтожить! (1992)
- Бухта смерти (1991)
- Убийство на «Ждановской» (фильм) (1993)
- Полицейская академия 7: Миссия в Москве (США, 1994)
- Ширли-Мырли (1994)
- Груз 200 (2007)
- Обратная сторона Луны (2012)
- Серебряный бор (2017)
- Внутри Лапенко (2019)
- Душегубы (2019)
- Алекс Лютый (2020)
- Казанова (2020)
- Пальма (2020)
- Чернобыль (2021)
- Мосгаз. Западня (2021)
- Чикатило (2021)
- Лимитчицы (2022)
- Призвание (2023)
- Фишер (2023)
- Высшая мера (фильм, 2023)
- Слово пацана. Кровь на асфальте(2023)
- Комитет (2023)
- Противостояние (2024)
- Тень Чикатило (2024)
- Комбинация (2024)
- Пальма 2 (2025)
- Шеф 7. Призраки прошлого (2025)